# اسلپ‌نات
اِسلیپ‌نات (به انگلیسی: Slipknot) یک گروه هوی متال آمریکایی از دموین، آیووا است که توسط پرکاشنیست شاون کرهن، درامر جوی جوردیسون و بیسیست پاول گری در ۱۹۹۵ تشکیل شد. بعد از چندین بار تغییر ترکیب در دوران اولیه، این گروه با ترکیب ۹ نفرهٔ کوری تیلور (خواننده)، جوی جوردیسون (درامر)، میک تامسون و جیم روت (گیتاریست)، کریس فن و شاون کرهن (نوازندهٔ پرکاشن و همخوان)، سید ویلسون (نوازنده ترن‌تیبل)، کریگ جونز (سمپلینگ و سینث سایزر) و پاول گری (بیسیست) شکل گرفت.
اِسلیپ‌نات یکی از محبوب‌ترین گروه‌های هوی‌متال و نیو متال معاصر هستند. آلبوم‌ها و موزیک ویدئوهای آن‌ها موفقیت تجاری بالایی داشته و آهنگ «قبل از اینکه فراموشت کنم» از آلبوم جلد. ۳: (آیات سابلیمینال) در سال ۲۰۰۶ برندهٔ یک جایزه گرمی شده‌است.

## ظاهر و ماسک‌های گروه
اعضای اِسلیپ‌نات به خاطر داشتن ظاهر غیر متعارف معروف هستند. آن‌ها لباس‌ها و یونیفرم‌های شبیه به هم می‌پوشند که روی بعضی از آن‌ها بارکدهایی چاپ شده و هر کدام از اعضا ماسک مخصوص به خود را دارند که در هر آلبوم ماسک بعضی از اعضای گروه تغییر می‌کند و از صفر تا هشت شماره‌گذاری شده‌اند.
ایده اولیه استفاده از ماسک برای اعضای بند توسط شاون کرهن مطرح شد.
اولین اجرای گروه در هالووین ۱۹۹۵ بود باعث شد اجرای مجددی هم در کار باشد.
شاون کرهن در مورد اجرای اول و اینکه چرا گروه با ماسک به اجرا اومد می‌گوید: هممون توی اتاق چرخ می‌زدیم و از هم می‌پرسیدیم، برای اجرا چی میخوای بپوشی؟ من ماسک دلقکی که داشتم رو رو کردم و گفتم: من اینو می‌زنم رو صورتم اما این قضیه رو همه اعضای گروه نپذیرفتند…

بعضیاشون اینطوری میگفتن که: عمراً… تو نمیتونی تنها عضوی باشی که یه ماسک مزخرف به صورتش زده!

یادمه که گفتم: واقعاً برام مهم نیست که شما به چی فکرمیکنید، من همین ماسک رو میذارم و میام روی صحنه!

و الان هم که می‌بینید گروه به کجا کشیده شده!

تصنعی، ترسناک؛ و یه جورایی کاملاً خنده دار، ماسک اعضای گروه تبدیل شد به اساطیر اولیه ای که عکاس گروه "پل هریس"، که طی چند روز اول چندین عکس از گروه گرفت!

و اتفاق جالبی که افتاد این بود که "پل هریس" خارج از اتاق استراحت ما، به طرفداران زیادی برمی‌خورد که ازش سؤال میکردن که "آیا اعضای گروه رو بدون ماسک دیده یا نه؟! آیا واقعا زیر ماسک صورت واقعی دارن؟" این سوالاتی بود که ازش پرسیدن. و بدین گونه اسطوره ای آفریده شد.
خلاصه ایی از تغییرات ماسک‌های گروه به ترتیب شماره اعضا:

(#۰) سید ویلسون

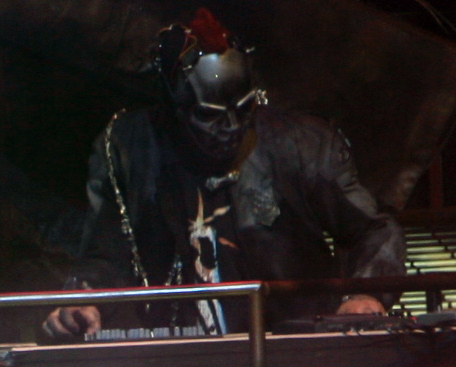

ماسک سید ویلسون همیشه در حال تغییر بود، اغلب میزان و شدت تغییر ماسک از آلبومی به آلبوم دیگربود. ماسک اول خود را یک ضد گاز ساده انخاب کرد، که یک نگاه اساسی اما اینده‌نگر بود.
(#۱) جوی جوردیسون

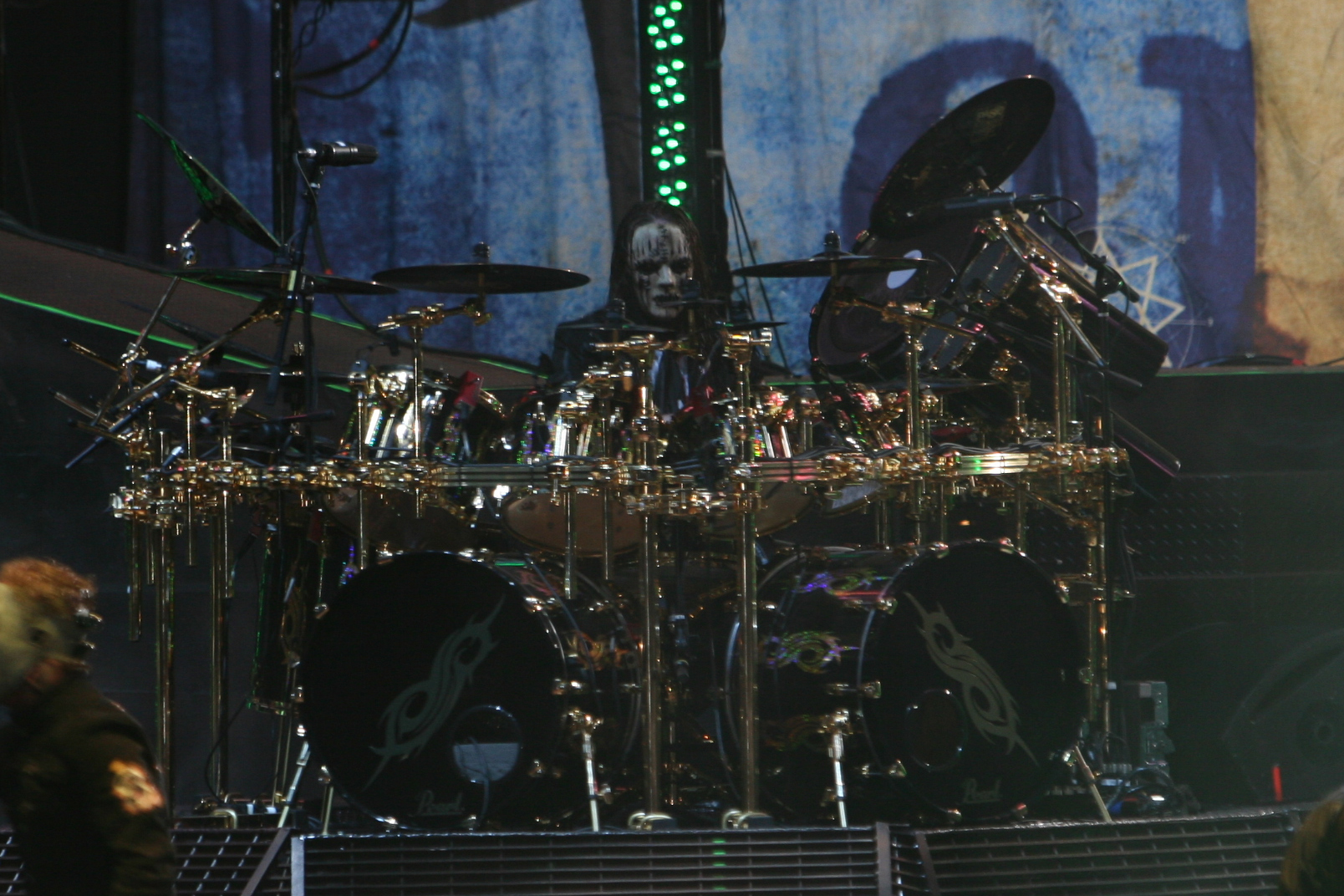

ایده اولیه انتخاب ماسک جوی داستانی است که او از کودکی به یاد دارد. 

شب هالووین، در کودکی؛ مادرش با ماسکی کاملاً ساده و بدون طرح و در عین حال ترسناک که به ماسک‌های کوباکی ژاپنی معروف هستند در خانه ظاهر می‌شود. بی‌حس بودن ماسک توجه جویی را جلب می‌کند و بهترین گزینه برای انتخابش در گروه می‌شود!
(#۲) پاول گری

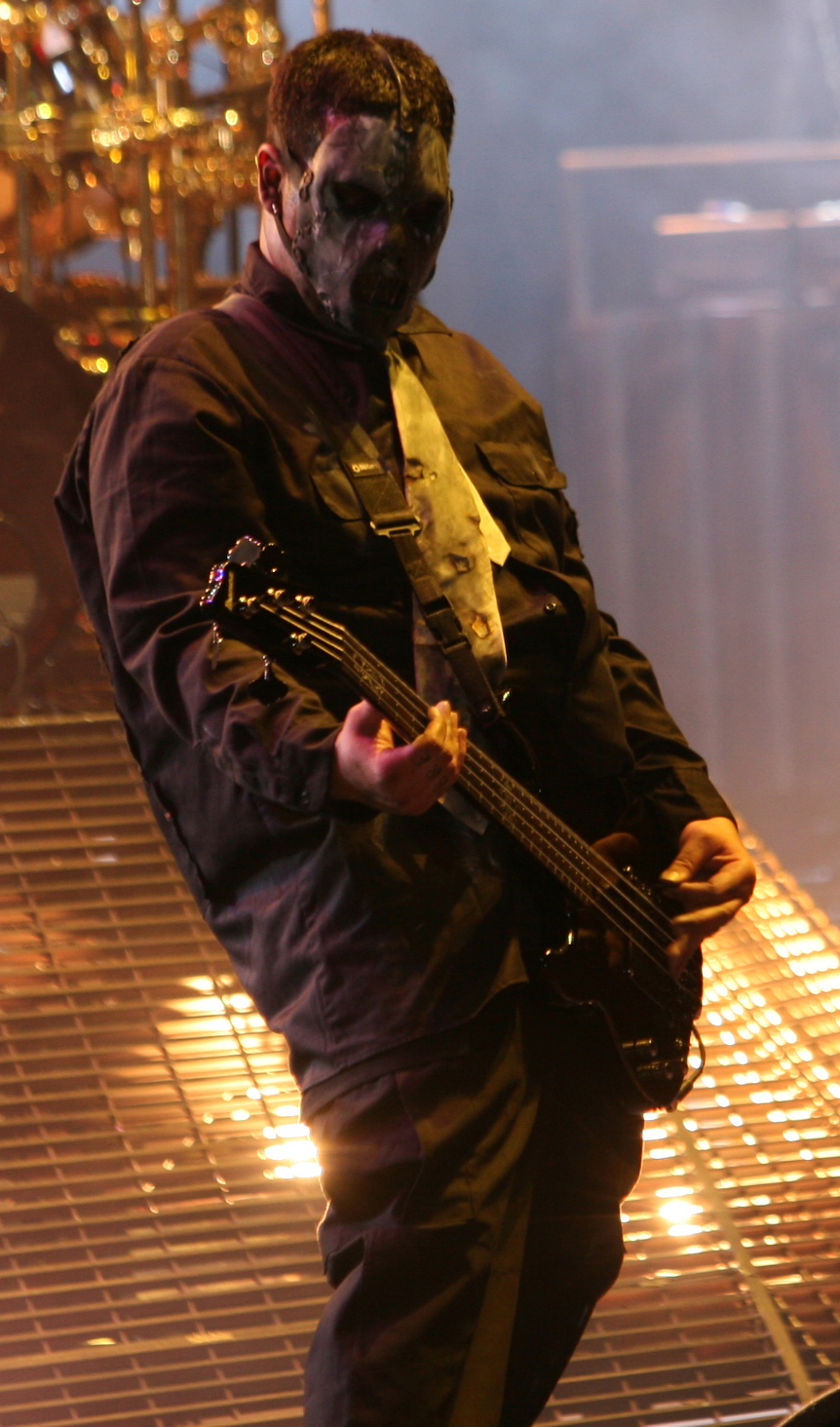

نوازنده بیس و ترانه‌سرا پاول گری در ابتدا به سادگی مقداری نوار بسته‌بندی به دور سر خودش کشید، سپس تصمیم گرفت در یک ماسک خوک برای هالووین خود را نشان دهد که به او گفته می‌شد که این ماسک نماد افراط گری وی است.
او توسط گروه رقیب "Mushroomhead" که مدعی است این ایده را از آنها به سرقت برده بود مورد انتقاد قرار گرفت.
(#۳) کریس فن

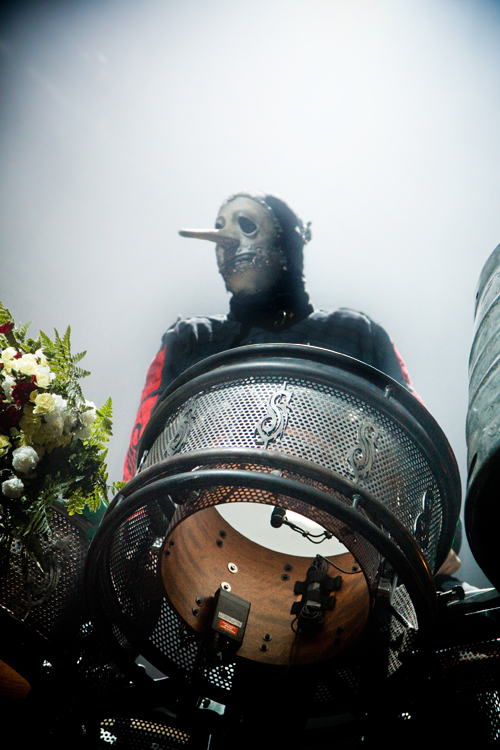

اساساً ماسکی است که دهانش را می‌توان زیپ کرد، و بینی بلند و فالیک دارد، شبیه پینوکیو! همونطور که همه میدونن پرکاشنیست گروه بوده که هر از گاهی در هنگام اجرا با استفاده از بینی خودش به استمنا میپردازه! وی در این باره می‌گوید:

این ماسک نشان دهنده شخصیت کمیک من است و دلیل انتخاب ماسک هم برای عامل اسارت در پشت ماسک بوده، هرچند معنای دقیق این ماسک هنوز برای خودم مشخص نیست!
(#۴) جیم روت

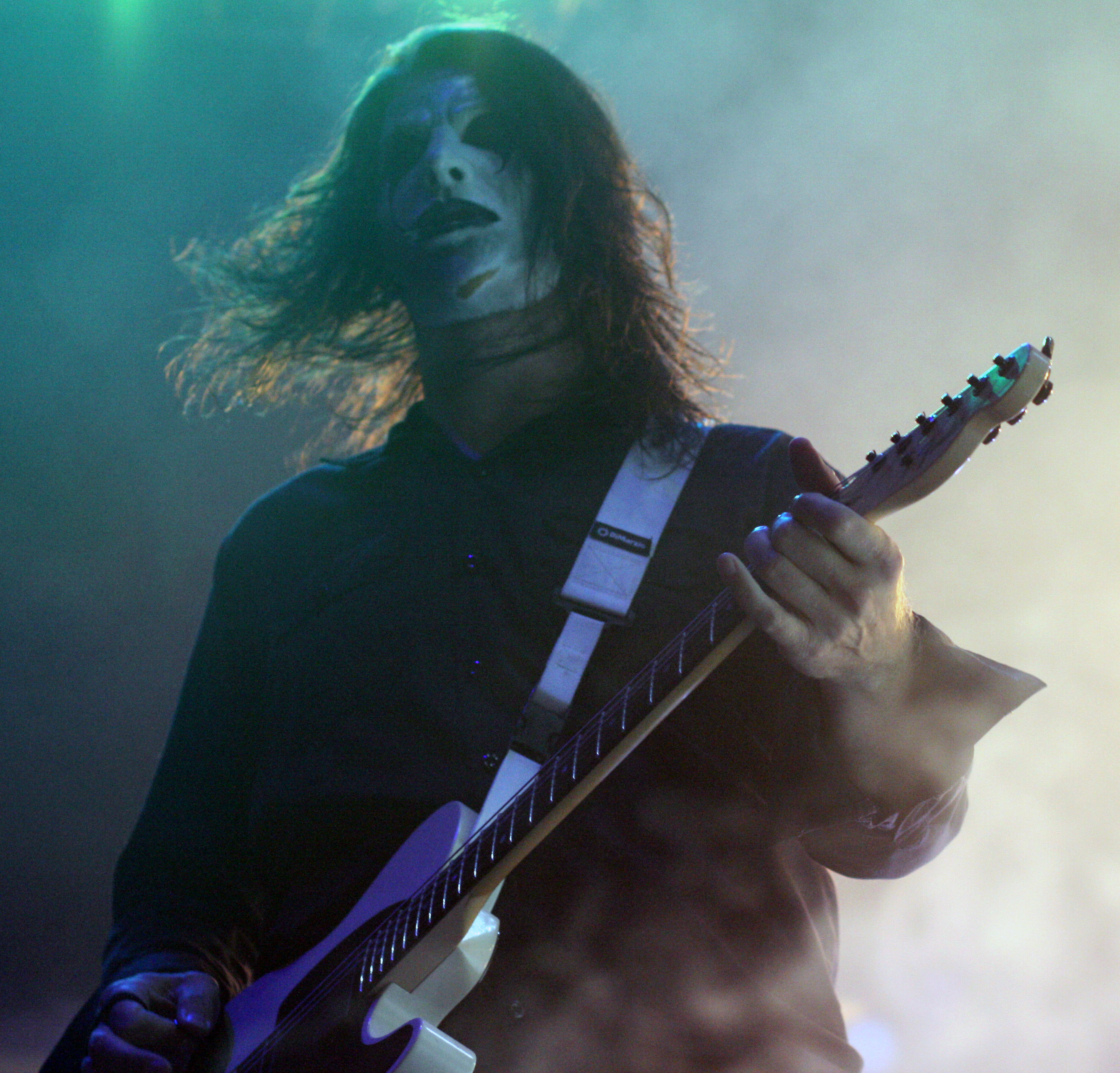

گیتاریست جیم روت اول ماسک خود را از عضو قبلی خود در گروه، جاش برینارد ارث برده‌است. ماسکی با بانداژ سیاه! جیم متوجه شد که اجرا در اون ماسک اذیتش میکنه به همین دلیل حس کرد که ماسک یک جستر (بذله گو، جوکر) شخصیت درونیش رو بهتر نشون میده!
(#۵) کریگ جونز

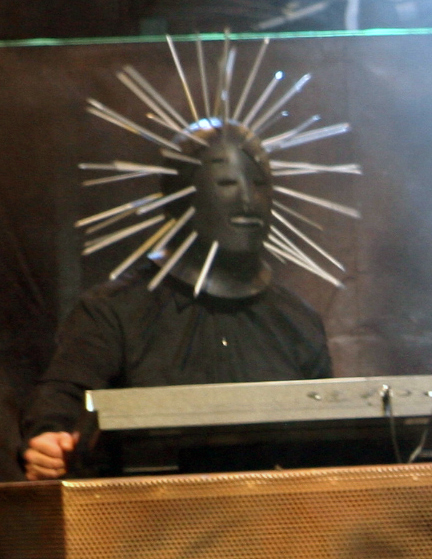

مبهم‌ترین عضو گروه در ابتدا به سادگی یک دست لباس بر سرش کشید و بعد از آن یک کلاه ایمنی قدیمی را انتخاب کرد. که میخ‌هایی بلند به آن چسبیده بود و یک نور کوچک بالای کلاه قرار داد.
(#۶) شاون کرهن

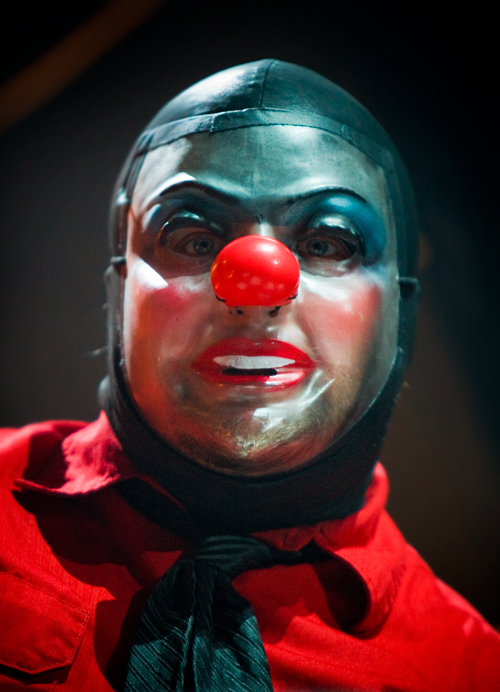

ماسک دلقک که نماد شاون کراهان می‌باشد آغازگر کلی ایده استفاده از ماسک بود! وی در این باره می‌گوید:

من در حال قدم زدن با دوست دخترم از کنار یه مغازه لوازم هالووین عبور کردیم که یه ماسک دلقک رو دیدم و وقتی اونو روی صورتم گذاشتم یه چیز دیگه شدم! قیمت ماسک ۴۹ دلار بود و من تنها ۵۰ دلار توی جیبم داشتم! قرار بود دوست دخترم رو ناهار مهمون کنم ولی کاری کردم که کلاً از من دلخور بشه، و اون ماسک رو خریدم…، خب… بالِ دوست دخترم باز شد و رفت، اما اون ماسک هنوز توی کلکسیونم هست!
(#۷) مایک تامسون

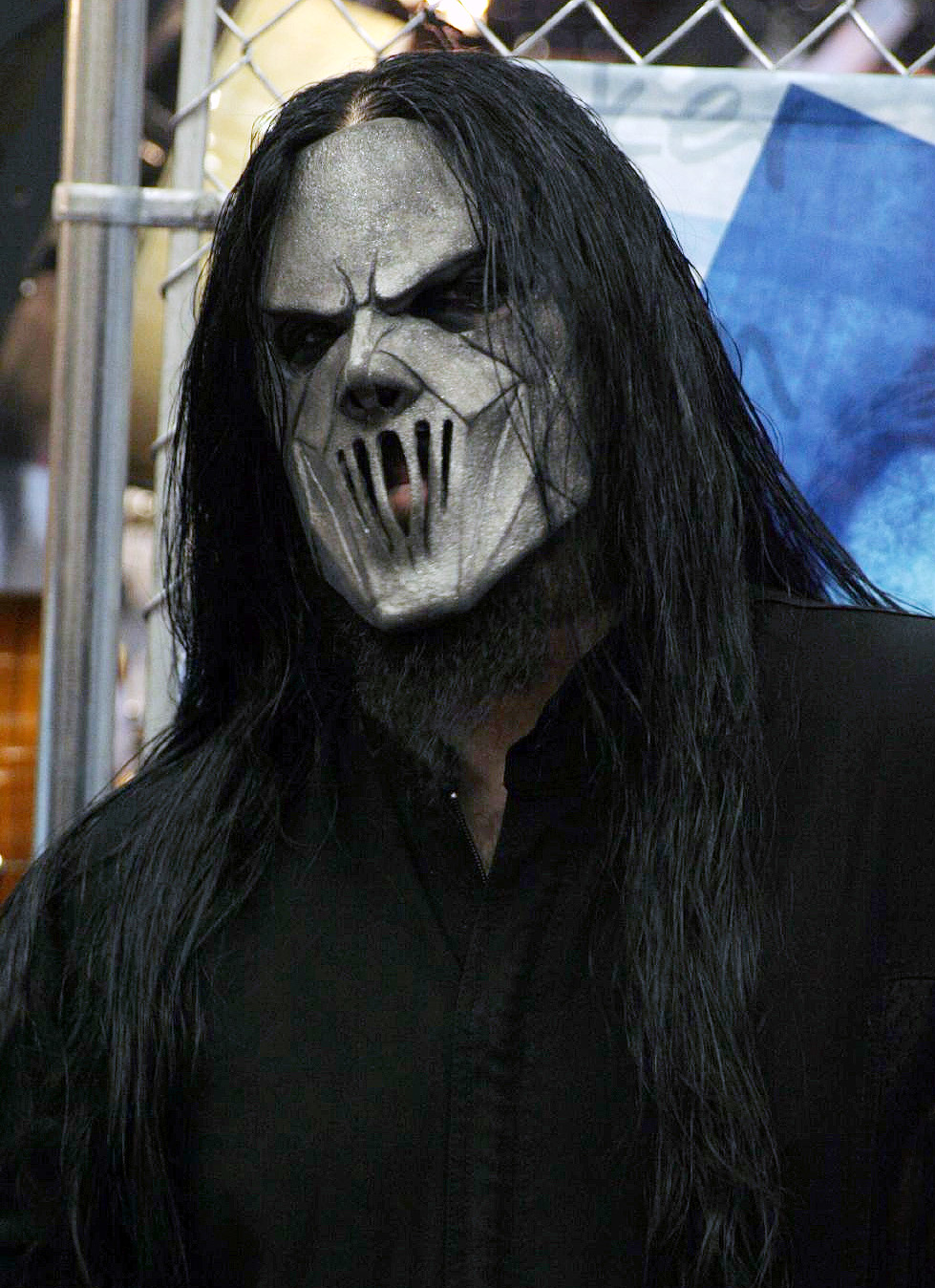

گیتاریست گروه، مایک تامسون اولین ماسکش رو از یک مغازه هاکی خرید، که بعداً توسط خودش به ماسکی با چرم سیاه شخصی‌سازی شد.
شاون کرهن در این باره نقل می‌کند:

کمپانی رود رانر از ماسک میک در ابتدا استقبال چندانی نکرد، حتی با ایده ۹ نفر در یک گروه هم موافقت نکرده بودند، اما من واقعاً نمیتونم مقدار پولی که اون برند برای ما به ارمغان آورد رو به زبون بیارم!!!! شاید میلیون‌ها دلار بود… و این ماجرا باعث میشه که به خودم ببالم که این وسط اونا اشتباه میکردن، نه من!!!!
(#۸) کوری تایلور

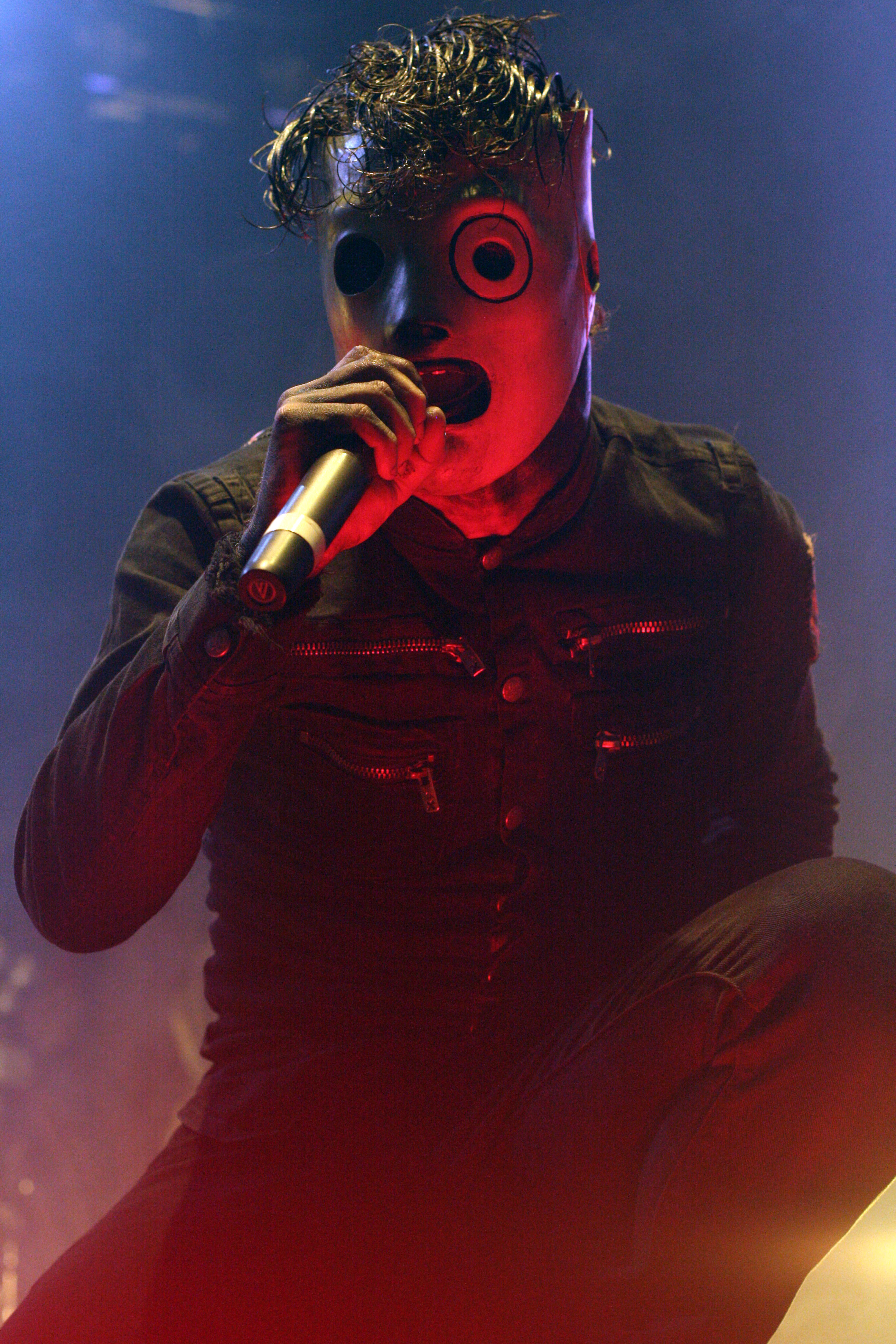

دارای ماسکی بود که موهای بسته شده به صورت دسته ای و ناگویا روی سر داشت و صورتش شبح مانند بود.
کوری احساس می‌کرد که با گذاشتن ماسک روی صورتش این اجازه رو به گروه میده که موسیقی پاک تره و خالص تر باشه! تا جایی که در یک مصاحبه جمله تأثیرگذاری را مطرح می‌کند:

تا الان موسیقی اساساً یه قالب بوده برای بچه خوشگلایی که روی صحنه میان و خزعبلاتی رو که هیچ معنایی نداره میفروشن! ما با ماسک روی صحنه میایم که نشون بدیم خودمون مهم نیستیم، صورت‌های چرتمون مهم نیست و همیشه در وهله اول «موسیقی» و اون پیام آهنگ مهم بوده و هست!

## دیسکوگرافی

### اِسلیپ‌نات (۱۹۹۹)

کاور آلبوم

اِسلیپ‌نات اولین آلبوم گروه اِسلیپ‌نات است؛ که در ۲۹ ژوئن ۱۹۹۹ توسط رودرانر رکوردز منتشر شد و پس از نسخهٔ نمایشی حاوی تعدادی از آهنگ‌هایی که در ۱۹۹۸ منتشر شده بود، در دسامبر ۱۹۹۹ با یک لیست ضبط شده کمی تغییر یافته و مجدداً منتشر شد. این اولین باری بود که آلبوم توسط راس رابینسون تهیه شده بود، که اصرار داشت تا صدای اِسلیپ‌نات را اصلاح کند تا اینکه موسیقی گروه را تغییر دهد این آلبوم شامل چندین ژانر است، اما به‌طور کلی به نظر می‌رسد برای کوک‌های گسترده و صدای کلی سنگین است.

این آلبوم در جدول بیلبورد ۲۰۰ در جایگاه ۵۱ قرار گرفت و گواهینامه دو پلاتینیومی در ایالات متحده دریافت کرد که آن را به پرفروش‌ترین آلبوم باند تبدیل کرده‌است. این آلبوم توسط خوانندگان مجله متال همر به عنوان بهترین آلبوم آغاز به کاری در ۲۵ سال گذشته انتخاب شد. اِسلیپ‌نات توسط منتقدان و طرفداران مورد تحسین قرار گرفت. پس از انتشار آلبوم آن، گروه محبوبیت خود را فراتر از انتظارات خود به دست آورد.

پس از انتشار آلبوم، گروه به اتهام نقض کپی‌رایت، دو آهنگ را از آلبوم حذف کرد. "Purity" و "Frail Limb Nursery" داستان یک صحنهٔ جرم را که ماجرای ربایش و قتل دختری به نام پیوریتی نایت را روایت می‌کند، که این دو آهنگ از این داستان الهام گرفته شده بودند. وب سایت "صحنه جرم" داستان‌های خیالی را به عنوان پرونده‌های جرایم واقعی منتشر می‌کند. بسیاری از خوانندگان معتقد بودند داستان درست است.
کوری تیلور در این‌باره گفته‌است: من هنوز هم فکر می‌کنم این داستان واقعی است. آیا می‌توانید تصور کنید یک دختر در یک جعبه دفن شده؟ تیلور اضافه کرده: "Purity" در ابتدا "Despised" نام داشت، اما زمانی که ما سعی کردیم آن را با هم ترکیب کنیم، کار نمی‌کرد… راسون [رابینسون] این کار را انجام داد و به ما کمک کرد تا آن را بازسازی کنیم. "در یک پرسش و پاسخ، تیلور ادعا کرد اشعار پنج سال قبل از انتشار این ترانه نوشته شده بود و تنها نام آن از داستان Purity الهام گرفته شده‌است.

لیست آهنگهای آلبوم:

نسخه اصلی

١. ۷۴۲۶۱۷۰۰۰۰۲۷

٢. Sic

٣. Eyeless

۴. Wait and Bleed

۵. Surfacing

۶. Spit It Out

٧. Tattered and Torn

٨. Frail Limb Nursery

٩. Purity

١٠. Liberate

١١. Prosthetics

١٢. No Life

١٣. Diluted

١۴. Only One

١۵. Scissors

آهنگ اضافه

١۶. Eyeore

آهنگهای اضافه در نسخه دیجی پک

١٧. Me Inside

١٨. Get This

١٩.(Surfacing (Live Version

اِسلیپ‌نات (نسخهٔ دهمین سالگرد)

در ۹ سپتامبر ۲۰۰۹، اِسلیپ‌نات نسخه ویژه‌ای از آلبوم را در دو قالب دیجی‌پک و مجموعه جعبه به مناسبت دهمین سالگرد انتشار آن روانهٔ بازار کرد. تاریخ انتشار (۰۹/۰۹/۰۹) اشاره به این داشت که گروه تا آن زمان ۹ عضو داشته و از زمان انتشار اولیهٔ آلبوم، همان ترکیب را حفظ کرده‌است. جعبه مجموعهٔ ویژه شامل مجموعه‌ای از سی‌دی و دی‌وی‌دی با تمام بسته‌بندی‌های دیجیتال جدید با ۲۶ آهنگ از جمله آلبوم اصلی با "Purity" "Frail Limb Nursery" به همراه چند برش و آهنگ‌های نسخهٔ نمایشی، دی‌وی‌دی که توسط شوکر کراون پرکویستون کارگردانی شده‌است، فیلم‌های گروه در سال‌های ۱۹۹۹ و ۲۰۰۰ با عنوان Of The (sic): Your Nightmares, Our Dream همچنین چهار کلیپ در حمایت از آلبوم، یک کنسرت کامل از اجرا در Dynamo Open Air, 2000 و "سورپرایزهای دیگر" است. جعبه "فوق‌العاده لوکس" مجموعه‌ای از نسخه باز شامل یک تی شرت، پچ، کارت‌های کلکسیونی، زنجیر کلید، یک کلاه کوچک و یک یادداشت از کوری تیلور در بسته‌بندی‌ای شبیه به جعبهٔ ایمنی عرضه شده‌است.
لیست آهنگهای آلبوم:

دیسک اول

١. ۷۴۲۶۱۷۰۰۰۰۲۷

٢. Sic

٣. Eyeless

۴. Wait And Bleed

۵. Surfacing

۶. Spit It Out

٧. Tattered and Torn

٨. Frail Limb Nursery

٩. Purity

١٠. Liberate

١١. Prosthetics

١٢. No Life

١٣. Diluted

١۴. Only One

١۵. Scissors

١۶. Eyeore

١٧. Me Inside

١٨. Get This

١٩. Spit It Out (Hyper Version)

٢٠. Spit It Out (Stamp You Out Mix)

٢١. (Sic) (Molt-Injected Mix)

٢٢. Wait And Bleed (Terry Date Mix)

٢٣. Wait And Bleed (Demo Version)

٢۴. Snap (Demo Version)

٢۵. Interloper (Demo Version)

٢۶. Despise (Demo Version)

دیسک دوم - دی وی دی اضافه

فیلم مستند:

Of The (sic): Your Nightmares, Our Dream 

اجرای زنده:
Full live concert filmed at Dynamo Open Air, Nijmegen, Holland,June 3, 2000

لیست آهنگهای اجرا شده:

١. ۷۴۲۶۱۷۰۰۰۰۲۷ 

٢. Sic 

٣. Eyeless 

۴. Wait And Bleed 

۵. No Life 

۶. Liberate 

٧. Purity 

٨. Prosthetics 

٩. Spit It Out 

١٠. Get This

موزیک ویدیوها:

Spit It Out

Wait and Bleed

Surfacing

Wait and Bleed (Animated Version)

### آیووا (۲۰۰۱)

کاور آلبوم در برخی از نسخه‌های محدود در اروپا، استرالیا و ژاپن

آیووا دومین آلبوم استودیویی اِسلیپ‌نات است که توسط راس رابینسون و اِسلیپ‌نات تهیه شده و در ۲۸ اوت ۲۰۰۱ با برچسب رودرانر رکوردز منتشر شد. آیووا (آلبوم) نام آلبوم از ایالت خاستگاه گروه گرفته شده‌است. اعضای گروه می‌گویند که آیوا منبع انرژی آن‌ها است و آنها آگاهانه تصمیم به ماندن در این منطقه گرفته‌اند. آیووا به عنوان سنگین‌ترین و تاریک‌ترین آلبوم اِسلیپ‌نات شناخته شده‌است. در ۱ نوامبر ۲۰۱۱ نسخهٔ ویژه آیووا به مناسبت دهمین سالگرد انتشار آلبوم، دوباره منتشر شد. این نسخه با آلبوم ویدئویی افتضاح‌ها و یک فیلم تحت عنوان بُز به کارگردانی شاون کرهن همراه با چهار موزیک ویدئو همراه بود.
آیووا در استودیو ساوند سیتی و ساوند ایمیج در لس آنجلس، کالیفرنیا ضبط و تولید شده‌است. در تاریخ ۱۷ ژانویه ۲۰۰۱، اِسلِپ‌نات برای ضبط آلبوم وارد استودیو شدند اما به دلایلی مانند اعتیاد کوری تیلور به الکل و مواد مخدر، این دوره به یکی از بدترین دوران کاری‌شان تبدیل شد.
شاون کرهن درمورد ضبط آلبوم می‌گوید: ضبط آیووا مثل جهنم بود من می‌خواستم خودم را بکشم. مردم در آن زمان از ما انتظار زیادی داشتند.
کوری تایلور تأیید کرد: هیچ چیز خوشحال‌کننده ای در مورد آیووا وجود نداشت. ناگهان ما ستاره‌های موسیقی متال شده بودیم و واقعاً قصد برنامه‌ریزی برای آن را نداشتیم. تاریکی در ابتدای آیووا ایجاد شد
جوی جوردیسون با این حال خاطرنشان کرد: آیووا، حتی بیشتر از اولین رکوردی بود که ما می‌خواستیم آن را انجام دهیم
کوری تایلور در مصاحبه با اف‌اچ‌ام گفت که در زمان ضبط، خود را در موقعیت‌های خاص قرار داده تا عملکرد مناسب برای آلبوم را به دست آورد؛ مثلاً در حالی که برهنه بوده خودش را با شیشه‌های شکسته مجروح کرده‌است. به گفتهٔ او «در این موقعیت بهترین چیزها به دست می‌آیند و پیش از اینکه بتوانید چیزی عالی بسازید، باید خودتان را نابود کنید.» مجلهٔ سی‌ام‌جی کالج موزیک از آلبوم آیووا با عناوینی همچون وحشیانه، بی‌رحم و سوزان یاد کرده‌است. استقبال از آلبوم آیووا فراتر از حد انتظار بود و در همان اوایل انتشارش، در رتبهٔ سوم جدول بیلبورد قرار گرفت.
لیست آهنگهای آلبوم:

نسخه اصلی

١. (۵۱۵) 

٢. People = Shit 

٣. Disasterpiece

۴. My Plague 

۵. Everything Ends 

۶. The Heretic Anthem 

٧. Gently 

٨. Left Behind 

٩. The Shape 

١٠. I Am Hated 

١١. Skin Ticket 

١٢. New Abortion 

١٣. Metabolic 

١۴. Iowa 

آهنگ اضافه در نسخه ژاپن 

١۵. (Liberate (Live
آیووا (نسخه دهمین سالگرد)

نسخه ویژه ای از آیووا در اول نوامبر ۲۰۱۱ دوباره تجلیل شد تا دهمین سالگرد آن را جشن بگیرد. در این نسخه علاوه بر آلبوم آیووا نسخه جدیدی از آهنگ "My Plague" با تنظیمی متفاوت تر از نسخه اصلی و فیلمی با عنوان DVD Disasterpieces اجرای زنده گروه در لندن سال ۲۰۰۲، همراه با چهار موزیک ویدیو به کارگردانی شاون کرهن، مصاحبه و فیلمبرداری که قبلاً دیده نشده بود، از دوره آیووا همراه بود.

(دیسک اول) - Iowa

١. (۵۱۵) 

٢. People = Shit 

٣. Disasterpiece

۴. My Plague 

۵. Everything Ends 

۶. The Heretic Anthem 

٧. Gently 

٨. Left Behind 

٩. The Shape 

١٠. I Am Hated 

١١. Skin Ticket 

١٢. New Abortion 

١٣. Metabolic 

١۴ Iowa 

١۵.(My Plague (New Abuse Mix

(دیسک دوم) - Disasterpieces: Live At London Arena, 2002

 اجرای زنده گروه در لندن سال ٢٠٠٢

١. (۵١۵)

٢. People = Shit

٣. Liberate

۴. Left Behind

۵. Eeyore

۶. Disasterpiece

٧. Purity

٨. Gently

٩. Eyeless

١٠. Drum Solo

١١. My Plague

١٢. New Abortion

١٣. The Heretic Anthem

١۴. Spit It Out

١۵. Wait and Bleed

١۶. ۷۴۲۶۱۷۰۰۰۰۲۷

١٧. (sic)

١٨. Surfacing

(دیسک سوم) - Goat

١. My Plague (موزیک ویدئو)

٢. Left Behind (موزیک ویدئو)

٣. The Heretic Anthem (اجرای زنده) (موزیک ویدئو)

۴. People = Shit (اجرای زنده) (موزیک ویدئو)

۵. Goat (مجموعه‌ای یک ساعته از فیلم‌ها و مصاحبه‌های کمیاب)

### جلد. ۳: (آیات سابلیمینال) - ۲۰۰۴
جلد. ۳: (آیات سابلیمینال) سومین آلبوم استودیویی اِسلیپ‌نات است که در ۲۵ مه ۲۰۰۴ توسط رودرانر منتشر شد. نسخهٔ ویژه‌ای از آن که حاوی یک دیسک اشانتیون بود بهمراه چهار آهنگ جایزه و چهار اجرای زنده گروه که در در تاریخ ۱۲ آوریل ۲۰۰۵ منتشر شد. این آلبوم عموماً بازخورد مثبتی دریافت کرد. اِسلیپ‌نات توسط آل‌میوزیک به خاطر «تعهد در ساخت آلبوم» ستایش شد و مجلهٔ کیو از این آلبوم به‌عنوان «یک پیروزی» یاد کرد. اشعار پنهان در زمان انتشارش، در ۱۱ کشور جزو ده آلبوم پرفروش بود. ترانهٔ «قبل از اینکه فراموش کنم» از این آلبوم یک جایزهٔ گرمی برای اِسلیپ‌نات به ارمغان آورد. رودرانر موزیک ویدئوی «همزادی» را به عنوان بهترین ویدیوی موسیقی در تاریخ آن شرکت فهرست کرده‌است. "جلد ۳: (آیات سابلیمینال)" در رتبه دوم در بیلبورد ۲۰۰ ایالات متحده، آنلاین، انجمن صنعت ضبط صنعت استرالیا و نمودار فروش کانادایی اوج گرفت.
شاون کرهن: آلبوم اول بسیار سرگرم‌کننده بود. آلبوم دوم احساس کردیم که می‌گفتیم لعنتی، ما اینجا می‌میریم. و سپس رکورد سوم روند بهبودی بود.
هنگامی که اِسلیپ‌نات در وقفه به سر می‌برد، تعدادی از اعضای گروه بر روی پروژه‌های جانبی خود تمرکز کرده بودند، کوری تایلور و جیم روت به استون ساور بازگشتند، جوی جوردیسون با چند گروه تور برگزار کرد و در تهیه سومین آلبوم گروه «تری اینچز آو بلاد» شرکت داشت، شاون کرهن گروه «درتی لیتل ربیتز» را تأسیس کرد و سید ویلسون به عنوان دی‌جی «استاراسکریم» به گروه بازگشت.

لیست آهنگهای آلبوم:

نسخه اصلی (دیسک اول)

١. Prelude ۳٫۰

٢. The Blister Exists

٣. Three Nil

۴. Duality

۵. Opium of the People

۶. Circle

٧. Welcome

٨. Vermilion

٩. Pulse of the Maggots

١٠. Before I Forget

١١. Vermilion Pt.۲

١٢ The Nameless

١٣. The Virus of Life

١۴. Danger – Keep Away

آهنگ اضافه در نسخه ژاپن

١۵. Scream

دیسک دوم - (آهنگهای اضافه در نسخه ویژه)

١۶. Don't Get Close

١٧. (Vermilion (Terry Date Mix

١٨. Danger – Keep Away (Full-Length (Version

١٩. (The Blister Exists (Live

٢٠. (Three Nil (Live

٢١ (Disasterpiece (Live

٢٢. (People = Shit (Live

آهنگ اضافه در نسخه تور استرالیا

٢٣. (New Abortion (Live

### امیدی نمانده - ۲۰۰۸

کاور آلبوم

«امیدی نمانده» اولین آلبوم گروهی است که در ایالت آیووا ثبت شده‌است. بیسیست پاول گری توضیح داد که گروه تصمیم گرفتند آلبوم جدید را در آیوا ضبط کند چون در لس آنجلس بیش از اندازه شلوغی و حواس‌پرتی بود، جایی که تولید آلبوم‌های قبلی آن‌ها انجام شد. اعضای گروه بر این عقیده بودند که نزدیک شدن به خانه برای ذهنیت آن‌ها مناسب است؛ کوری تیلور، خواننده، هر شب به خانه می‌رفت تا پسرش را ببیند. بر خلاف آلبوم‌های قبلی، فرایند نوشتن آلبوم شامل همهٔ ۹ عضو گروه بود که بیش از ۳۰ آهنگ را نوشتند. جوی جوردیسون اظهار داشت: «باید بگویم که گروه در اوج خود است، همگی به‌طور کامل در فرایند نوشتن دخیل است و این یک چیز زیبا است.» کوری تیلور احساس کرد که فرایند نوشتن مشکلاتی دارد، اما همچنین اشاره کرد که ایجاد هر آلبوم اِسلِپ‌نات تا به حال درگیری بوده‌است و گروه پس از اینکه متوجه شد که این تعارض کمک می‌کند تا خلاقیت خود را به ارمغان بیاورد، این گروه را در آغوش گرفت. آهنگ «گوگرد» اولین تلاش ترکیبی جوی جوردیسون و جیم روت بود که آهنگ را در یک شب نوشتند.
آمادگی برای تهیه آلبوم جدید گروه در پایان سال ۲۰۰۷ آغاز شد، با این حال، کار رسماً در فوریه ۲۰۰۸ و زمانی شروع شد که گروه با تهیه‌کننده آلبوم دیو فورتمن، وارد استودیوی ساوند فارم در جمیکا، آیووا شدند. آلبوم نهایتاً در تاریخ ۲۶ اوت ۲۰۰۸ در ایالات متحده آمریکا پخش شد. گروه قبل از انتشار آلبوم، مجموعه‌ای از تصاویر تبلیغاتی و نمونه‌های صوتی از آلبوم را از طریق وب سایت‌های مختلف منتشر کرد و در تاریخ ۲۰ اوت ۲۰۰۸ آلبوم در دو نسخه منتشر شد. این آلبوم به موضوعاتی مانند: خشم، ناراحتی، وسواس و صنعت موسیقی پرداخته. نام آلبوم هم نسبت به آلبوم‌های قبلی تمرکز بیشتری بر سیاست دارد.
تک آهنگ: Psychosocial

کاور آهنگ

چهارمین آهنگ از آلبوم با نام «سایکوسوشال» (به انگلیسی: Psychosocial) یکی از موفق‌ترین و معروفترین آهنگ آلبوم و گروه شد. این ترانه در ۲۶ ژوئن ۲۰۰۸ وارد ایرپلی شد و در ابتدا برای انتشار به صورت یک تک‌آهنگ دیجیتالی در ۱۱ ژوئیه برنامه‌ریزی شده بود، اما به تعویق افتاد و در تاریخ ۸ ژوئیه منتشر شد. اِسلِپ‌نات اولین بار ترانه «سایکوسوشال» را در ۹ ژوئیه ۲۰۰۸ در وایت ریور آمفی‌تئاتر در اوبرن، واشینگتن به صورت زنده اجرا کرد. این اجرای زنده به عنوان آهنگ جایزه آی‌تیونز در آلبوم قرارگرفته است. این ترانه نامزد دریافت بهترین اجرای متال در پنجاه و یکمین دوره جوایز گرمی بود، اما آهنگ آخرالزمان من از متالیکا آن جایزه را دریافت کرد. «سایکوسوشال» همچنین نامزد جایزه بهترین تک‌آهنگ کرنگ! بود.
لیست آهنگهای آلبوم:

نسخه اصلی

١. .execute.

٢. (Gematria (The Killing Name

٣. Sulfur

۴. Psychosocial

۵. Dead Memories

۶. Vendetta

٧. Butcher's Hook

٨. Gehenna

٩. This Cold Black

١٠. Wherein Lies Continue

١١. Snuff

١٢. All Hope Is Gone

آهنگ اضافه به سفارش آی‌تیونز

١٣. (Psychosocial (Live

آهنگهای اضافه در نسخه ویژه

١۴. Child of Burning Time

١۵. Vermilion, Pt.2 (Bloodstone (Mix

١۶. 'Til We Die

### .۵: فصل خاکستری - ۲۰۱۴

کاور آلبوم

.۵: فصل خاکستری پنجمین آلبوم استودیویی اِسلِپ‌نات است که در تاریخ ۱۷ اکتبر ۲۰۱۴ منتشر شد، این اولین آلبوم استودیویی گروه است که بدون پاول گری و جوی جوردیسون ساخته شد. این آلبوم شامل پنج تک آهنگ است و به موفقیت تجاری خوبی دست یافت. این آلبوم در دو نسخه استاندارد و لوکس منتشر شد. در آلبوم "فصل خاکستری" دو عضو جدید به گروه پیوستند: جی وینبرگ و الساندرا ونتورلا جایگزین جوی جوردیسون و پاول گری شدند. فرایند نوشتن و ضبط این آلبوم در اواخر سال ۲۰۱۳ شروع شد. جیم روت با هدف اختصاص زمان بیشتر به آلبوم، تصمیم گرفت با استون ساور در ژانویه ۲۰۱۴ تور نگذارد. به گفتهٔ کوری تیلور، پیشگامان، صدای این آلبوم تقریباً یک کراس بین سال ۲۰۰۱ و سال ۲۰۰۴ است اما هنوز برخی از خشونت خود را از دوران آیوا حفظ می‌کند.
"۰۵: فصل خاکستری" عموماً نقدهای مثبتی دریافت کرد، زیرا اکثر منتقدان از بازگشت اِسلِپ‌نات و برگشت آیوا به صدای قدیمی کوری تیلور، و حفظ ملودی گروه در آلبوم "جلد. ۳:(آیات سابلیمینال)" بسیار راضی بودند. مجلهٔ راک ریوُلت نوشت که آلبوم از عناصر آلبوم‌های استودیویی قبلی از خود استفاده می‌کند در حالی که مرزهای خلاقانه آلبوم‌های قبلی خود را در قلمرو جدیدی قرار می‌دهد. منتقد چاد چیلدرس نوشت ترکیبی از همه صداهای مختلف ایجاد یک سفر موسیقایی در این آلبوم برای شنونده بسیار عالی است.
این آلبوم نامزد دریافت جایزهٔ گرمی برای بهترین آلبوم راک و جایزهٔ اکو برای بهترین گروه راک/آلترناتیو بین‌المللی شده‌است.
تک آهنگهای آلبوم

The Negative One
این اولین آهنگ جدید گروه از زمان درگذشت بیسیست پاول گری در سال ۲۰۱۰ و جدایی درامر جوی جوردیسون در ۲۰۱۳ از این گروه بود این آهنگ نامزد دریافت جایزه گرمی برای بهترین عملکرد متال در سال ۲۰۱۵ شد.
موزیک ویدیو این آهنگ به کارگردانی شاون کرهن در ۵ اوت ۲۰۱۴ منتشر شد این ویدیو اولین ویدیوی گروه در یوتیوب بود که برای تماشای آن باید یک حساب کاربری با سن ۱۸+ سال داشته باشید.
The Divel In I
بعد از پخش شدن آهنگ "The Negative One"، شمارش معکوس دیگری در وب سایت رسمی Slipknot قرار گرفت و به هواداران گفت که در تاریخ ۱۱ اوت ۲۰۱۴ ساعت ۱۰ صبح برای "یک اعلامیه ویژه" برگردند. این اعلامیه به تأخیر افتاد اما سرانجام پرده از جلد این آهنگ جدید با عنوان "The Devil in I" پرده برداشته شد موزیک ویدیو این کار در تاریخ ۱۲ سپتامبر ۲۰۱۴ منتشر شد. این آهنگ در لیست "۶۶ آهنگ متال برتر دهه اخیر" رتبه سوم را به خود اختصاص داد.
Custer
سومین تک آهنگ آلبوم و نامزد دریافت جایزه گرمی توسط گروه موسیقی هوی متال اِسلِپ‌نات است که در تاریخ ۱۰ اکتبر ۲۰۱۴ منتشر شد.
Killpop

چهارمین تک آهنگ آلبوم که در تاریخ ۲۸ آوریل ۲۰۱۵ منتشر شد موزیک ویدیو این کار هم در تاریخ ۷ ژوئن ۲۰۱۵ به کارگردانی شاون کرهن منتشر شد.
Goodbay
پنجمین تک آهنگ آلبوم که به گفته کوری تایلور وی این آهنگ را برای پاول گری نوشته‌است این آهنگ بصورت غیررسمی در اکتبر سال ۲۰۱۴ منتشر شد مدتی بعد این آهنگ در تاریخ ۵ ژانویه ۲۰۱۶ بصورت رسمی منتشر شد.
لیست آهنگهای آلبوم:

نسخه اصلی

١. XIX

٢. Sarcastrophe

٣. Aov

۴. The Devil in I

۵. Killpop

۶. Skeptic

٧. Lech

٨. Goodbye

٩. Nomadic

١٠. The One That Kills the Least

١١. Custer

١٢. Be Prepared for Hell

١٣. The Negative One

١۴. If Rain Is What You Want

دیسک دوم - (آهنگهای اضافه در نسخه لوکس)

١۵. Override

١۶. The Burden

١٧. -Silent-

١٨. -Talk-

١٩. -Funny-

### ما از جنس شما نیستیم (۲۰۱۹)
ششمین آلبوم استودیویی گروه با نام «ما از جنس شما نیستیم» در ایست‌وست استودیوز با تهیه کنندگی گریگ فایدلمندر ضبط شد، در ۹ اوت ۲۰۱۹ توسط رودرانر منتشر شد.
این نخستین آلبوم اِسلِپ‌نات است که به عنوان یک گروه هشت نفره ضبط شده‌است، کریس فن در مارس ۲۰۱۹ پس از شکایت از گروه به اتهام عدم پرداخت حق امتیاز از آن‌ها جدا شد.
کار بر روی آلبوم ما مثل تو نیستیم در فوریهٔ سال ۲۰۱۷ آغاز شد، هنگامی که گیتاریست گروه جیم روت و شاون کرهن با هم شروع به نوشتن قطعه‌های جدید کردند. در مصاحبه با رولینگ استون در نوامبر سال ۲۰۱۶، شاون کرهن به سادگی گفت که ما می‌خواهیم بنویسیم. در آگوست سال ۲۰۱۷، شاون کرهن تخمین زد که تا آن زمان، نوشتن «حدود ۲۷ قطعه کار» را تمام کرده‌اند که در آلبوم ۱۵ قطعه وجود دارد.
تک آهنگهای آلبوم

All Out Life
اولین آهنگ جدید گروه در طول فرایند ضبط آلبوم منتشر شده در تاریخ ۳۱ اکتبر ۲۰۱۸ موزیک ویدیوی آهنگ، به کارگردانی شاون کرهن ساخته شد و رکورد بیشترین بازدید را در در یوتیوب شکست این ویدیو در روز اول انتشار خود در یوتیوب، بیش از ۳٫۴ میلیون بازید داشته.
این آهنگ در لیست آهنگهای آلبوم قرار نگرفت کوری تایلور توضیح داد «این یک نوع آهنگ خاص بود و به مردم نشان داد که ما از بین نرفتیم» دو ماه بعد، گروه فهرست آهنگ‌های آلبوم را منتشر کرد و رسماً تأیید کرد که این آهنگ در لیست آهنگ‌های آلبوم قرار ندارد اما در نسخه ژاپنی آلبوم این آهنگ به عنوان آهنگ جایزه در لیست آهنگهای آلبوم قرار گرفت.
Unsainted
در تاریخ ۱۶ مه ۲۰۱۹ اِسلِپ‌نات اولین تک آهنگ رسمی از آلبوم را به‌همراه موزیک ویدئو این کار منتشر کرد که در آن ویدئو اعضا با ماسک‌های جدیدشان حضور داشتند. Unsainted محبوب‌ترین ویدئوی گروه شد و در ۲۴ ساعت اول در یوتیوب بیش از ۴٫۷ میلیون بازدید داشت و توانست تا چندین ساعت رتبه اول محبوبیت در زمینه موسیقی را نیز به دست آورد. این ترک در رتبه ۴۲ لیست «۶۶ آهنگ متال برتر دهه اخیر» قرار دارد.
Solway Firth
عنوان دومین تک‌آهنگ آلبوم در ۲۲ ژوئیه منتشر شد. موزیک ویدئوی این آهنگ را شاون کرهن کارگردانی کرده‌است.
این موزیک ویدیو شامل صحنه‌هایی از سریال The Boys می‌باشد.
لیست آهنگهای آلبوم:

نسخه اصلی

١. Insert Coin

٢. Unsainted

٣. Birth Of The Cruel

۴. Death Because Of Death

۵. Nero Forte

۶. Critical Darling

٧. Liar’s Funeral

٨. Red Flag

٩. What’s Next

١٠. Spiders

١١. Orphan

١٢. My Pain

١٣. Not Long for This World

١۴ Solway Firth

آهنگ اضافه در نسخه ژاپن

١۵.All Out Life

### پایان برای الان (۲۰۲۲)
"پایان برای الان" هفتمین آلبوم استودیویی گروه اسلیپ‌نات است. همچنین آخرین آلبوم آنها با همکاری شرکت "Roadrunner Records" در ابتدا برای تاریخ انتشار بهار ۲۰۲۲ برنامه‌ریزی شده بود، اما به تاریخ ۳۰ دسامبر ۲۰۲۲ تغییر کرد.

در مارس ۲۰۲۱، کوری تیلور گفت که این آلبوم می‌تواند یک آلبوم مفهومی باشد.

در ژوئیه ۲۰۲۱، جیم روت ویدیویی را با عنوان "k, bye" در استوری اینستاگرام خود منتشر کرد. طرفداران حدس می‌زنند که این بدان معناست که جیم روت ضبط قطعات خود را برای آلبوم تمام کرده‌است.

کوری تیلور در ۱۵ ژانویه، در حالی که در مصاحبه با "تونی توسکانو" بود. اظهار داشت که به تازگی صداگذاری آلبوم را تمام کرده‌است و امیدوار است تا تابستان یا دو یا سه ماه آینده آلبوم را منتشر کند. 

کوری تیلور در ۲ فوریه، تأیید کرد که ضبط آلبوم به پایان رسیده‌است و فقط باید میکس شود. وی با تأکید بر اینکه این آلبوم تا سه ماه آینده منتشر می‌شود، گفت: کار هنری و عنوان آلبوم انجام شده‌است. و در ۳ فوریه، اظهار داشت که این آلبوم "نسخه سنگین تری از آلبوم "جلد. ۳: (آیات سابلیمینال)" است که در سال ۲۰۰۴ متشر شد.
در ۲۲ آگوست ۲۰۲۲، گروه اعلام کرد که ۹ نسخه ویژه از آلبوم منتشر خواهد شد که هر کدام تصویر یکی از اعضای گروه را روی جلد دارد.

آلبوم " پایان برای الان" با مدت زمان ۵۷ دقیقه و ۳۱ ثانیه کوتاه‌ترین آلبوم استودیویی گروه تا به امروز است.
لیست آهنگ‌های آلبوم:

1. Adderall
2. (The Dying Song (Time to Sing
3. The Chapeltown Rag
4. Yen
5. Hivemind
6. Warranty
7. Medicine for the Dead
8. Acidic
9. Heirloom
10. H377
11. De Sade
12. Finale

تک آهنگ‌های آلبوم:

The Chapeltown Rag

در ۵ نوامبر ۲۰۲۱ اولین تک آهنگ از هفتمین آلبوم استودیویی گروه است که منتشر شد. این آهنگ برای اولین بار در Knotfest لس آنجلس در روز جمعه، ۵ نوامبر منتشر و به صورت زنده اجرا شد.
سایت «لودوایر» آهنگ "The Chapeltown Rag" را به عنوان یکی از بهترین آهنگ‌های متال سال ۲۰۲۱ معرفی کرد و آن را در رتبه هفدهم قرار داد.
(The Dying Song (Time to Sing 

دومین تک آهنگ آلبوم در تاریخ ۱۹ ژوئیه ۲۰۲۲ منتشر شد.
Yen 
تک آهنگ سوم آلبوم در تاریخ ۵ اوت ۲۰۲۲ منتشر شد.

### "Bone Church" اولین تک‌آهنگ مستقل گروه
در ۲ فوریه ۲۰۲۳ حدود ساعت ۱۱ صبح، افرادی که در خبرنامه رسمی "اِسلِپ‌نات" ثبت نام کرده بودند ایمیلی دریافت کردند که حاوی یک نسخه بدون متن از آثار هنری تک‌آهنگ بود. پس از کلیک بر روی اثر هنری، آنها به موزیک ویدیوی آهنگ هدایت می‌شوند. تقریباً یک ساعت بعد، "اِسلِپ‌نات" رسماً این آهنگ را منتشر کرد.

"Bone Church" اولین تک‌آهنگ مستقل گروه است.
شاون کرهن در مورد این آهنگ گفت:  ما در پشت صحنه هر نمایش یک اتاق داریم که در آن بازی می‌کنیم، تمرین می‌کنیم، گرم می‌کنیم و گاهی اوقات ایده‌های جدید را امتحان می‌کنیم."Bone Church" زندگی خود را در یک اتاق در تور ".5: The Grey Chapter" آغاز کرد. از آن زمان ما آن را به زندگی نزدیک‌تر و نزدیک‌تر کرده‌ایم، و در نهایت، اینجاست. این یکی برای طرفداران است؛ چشم‌اندازی عمیق‌تر به تاریخ "اِسلِپ‌نات" که هنوز در حال نوشتن است. لذت ببرید.

### Adderall (EP) (٢٠٢٣)
"Adderall (EP)" اولین مینی آلبوم گروه "اِسلِپ‌نات" است. این مینی آلبوم که در ۹ ژوئن ۲۰۲۳ توسط شرکت "Roadrunner Records" منتشر شد.

این آلبوم دارای شش قطعه است و نسخه‌های متفاوتی از آهنگ "Adderall" در آلبوم وجود دارد، آهنگ "Adderall" به عنوان آهنگ آغازین در آلبوم "The End, So Far" است که در سال ۲۰۲۲ منتشر شد.

"اِسلِپ‌نات" اولین بار این آلبوم را را در ۸ ژوئن ۲۰۲۳ به اشتراک گذاشت، زمانی که آنها یک ویدیوی کوتاه را در رسانه‌های اجتماعی به اشتراک گذاشتند که به وب سایتی حاوی ویدیویی برای آهنگ "Death March"، یک نسخه کند شده و معکوس شده از "Adderall" پیوند داشت. روز بعد، این آلبوم روی پلتفرم‌های پخش اینترنتی منتشر شد و ویدیویی برای ترکیب خشن «Adderall» نیز به اشتراک گذاشته شد.

لیست آهنگ‌های آلبوم:

1. "Death March"
2. "Adderall" (No Intro)
3. "Adderall" (Rugh Demo)
4. "Red Or Redder"
5. "Adderall" (Instrumental)
6. "Hard To Be Here"

### به بیرون از پنجره خودت نگاه کن (TBA)
آلبوم منتشر نشده اِسلِپ‌نات از سال ۲۰۰۸ به نام "به بیرون از پنجره خودت نگاه کن" شاون کرهن خبر از ۱۱ آهنگ منتشر نشده از آلبوم "امیدی نمانده" را داد که در قالب یک آلبوم جدید بزودی منتشر می‌شود.

این آلبوم توسط فقط چهار عضو از گروه (کوری تیلور، شاون کرهن، جیم روت و سید ویلسون) به صورت همزمان با آلبوم "امیدی نمانده" در تاریخ فوریه و ژوئن سال ۲۰۰۸ در ژانر "راک" ساخته شد اما به دلیل سبک‌های ملودیک تر از آثار قبلی گروه باعث شده که این آلبوم به عنوان مجموعه ای جداگانه از کار گروه طبقه‌بندی کند.
این آلبوم قرار بود در نیمه دوم چرخه تور آلبوم "ما مثل تو نیستیم" پخش شود که به دلیل همه‌گیری "COVID-19" تا کنون به تعویق افتاد، از این آلبوم فقط آهنگ "Til We Die" در آلبوم "امیدی نمانده" قرار گرفت که به عنوان آهنگ جایزه در نسخه ویژه این آلبوم می‌باشد. شاون کرهن اظهار داشت که آلبوم "به بیرون از پنجره خودت نگاه کن" به تنهایی یک قطعه هنری بسیار منحصر به فرد است.

شاون کرهن و کوری تایلور طی سالهای متمادی برنامه‌های مختلفی را برای انتشار این مطالب ذکر کرده‌اند. شاون کرهن خاطرنشان کرد که آنها از زمان ایجاد این آلبوم در سال ۲۰۰۸ می‌خواستند آن را منتشر کنند، اما در درک اینکه چگونه زمان انتشار آن بدون تداخل با آلبوم‌های دیگر یا خرابی گروه باشد، اختلاف نظر داشتند.
کوری تایلور در مصاحبه خود گفت: در ابتدا این اثر بصورت یک دمو بود و بعدها بهش سر و سامان دادیم و تکمیلش کردیم در طی این سالها ما در تلاش برای پیدا کردن یک راه به انتشار این آهنگها بودیم، آهنگها واقعاً چیزی بودند که ما آن را ضبط می‌کردیم، ما دو استودیوی متفاوت داشتیم که در حال کار بودند و یک گروه از بچه‌ها آهنگ‌ها را ضبط کردند و به پایان رسید و به آلبوم «به بیرون از پنجره خودت نگاه کن» تبدیل شد و سپس بخش عمده گروه آلبوم «امیدی نمانده» را تهیه کردند.

من دو نسخه مختلف از آلبوم «امیدی نمانده» را داشتم و صادقانه بگویم، به دلیل شکافهای عاطفی که در این دو نسخه وجود داشت نمی‌توانستیم این دو نسخه را در یک آلبوم منتشر کنیم من دوست دارم که مردم این آهنگ‌ها را بشنوند؛ این بهترین نویسندگی من است، برخی از بهترین خوانندگی من روی این آلبوم؛ اما همان‌طور که گفتم این آلبوم مثل آلبوم‌های قبلی «اِسلِپ‌نات» که مردم به سبک آن عادت کرده‌اند نیست؛ سبک‌های ملودیک تر این آلبوم خیلی بیشتر است.

در سال ۲۰۲۳ کوری تیلور در مصاحبه جدیداش با سایت «NME» عنوان کرد که آلبوم قدیمی گروه «اسلپ‌نات» به نام «به بیرون از پنجره خودت نگاه کن» که قرار بود چند سال پیش منتشر شود بالاخره در سال ۲۰۲۴ منتشر خواهد شد.

صحبت های شاون کرهن در دسامبر ٢٠٢۴: ما اعلام کردیم که قرار است آلبوم در سال ٢٠٢۴ منتشر شود و امسال بهترین مبارزه را برای آن انجام دادیم. چیزی که می توانم به شما بگویم این است که دو روز پیش آخرین اثر هنری را به کوری تیلور نشان دادم.
 این اتفاق می افتد، اما متأسفانه، به دلیل کریسمس و سال نو و نحوه کار تجارت، نمی توانم آن را در سال جاری انجام دهم.

 اما تو حرف من را داری، حالا دیگر دست من نیست. در حال جابجایی است، پول خرج شده است و برنامه ای وجود دارد.  مدیریت آن را دارد و در حال بیرون آمدن است.

من واقعاً از این موضوع خوشحالم و خوشحالم که بالاخره از شر این آلبوم خلاص شدم!

این آلبوم شامل قطعاتی از زمان آلبوم «امیدی نمانده» می‌باشد.

## کنسرت‌ها

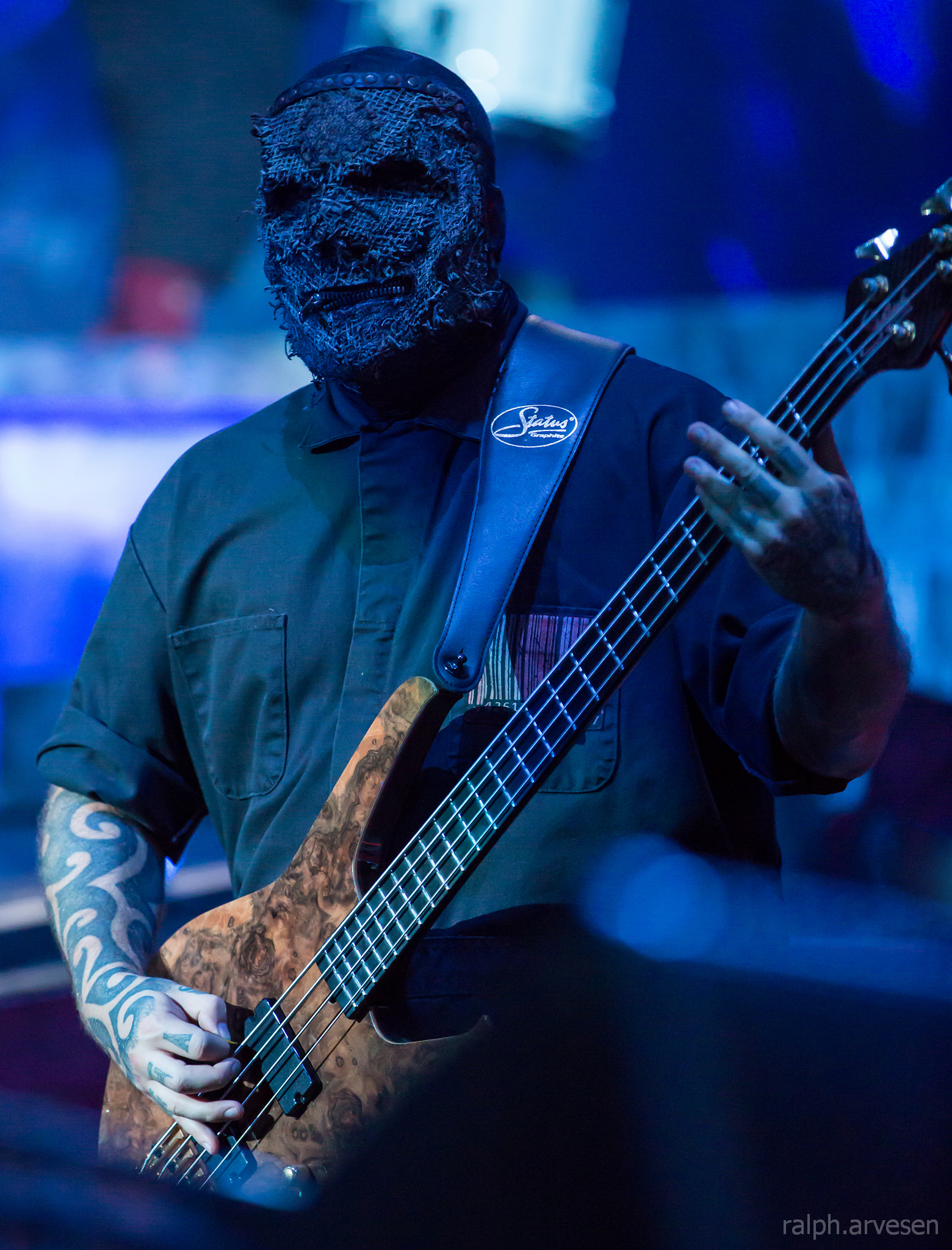
الساندرو ونتورلا بیسیست گروه اسلیپ‌نات در اجرای تگزاس

### آسیب‌ها به اعضای اِسلیپ‌نات در حین اجرای زنده
(به ترتیب شماره اعضا در گروه)
(#۰) سید ویلسون

-سوختگی درجه ۳ بر اثر آتش گرفتن در حین اجرا.

-شکستن دو دنده بر اثر پرش از روی صحنه و افتادن بر روی نرده‌های محافظ.

-کوفتگی و زخم‌های متعدد بر اثر برخورد با شاون کرهن بر روی صحنه.

-پرش از روی صحنه در میان جمعیت و در رفتگی قوزک پا.

-شکسته شدن هر دو قوزک پا بر اثر پرش بر روی صحنه در فستیوال میهم در ۲۰۰۸.
(#۱) جوی جوردیسون

-جراحت شدید ساق پا بر اثر افتادن درام بر روی او.

-شکستگی و جراحت بر روی پایش بر اثر ضربه زدن‌های متعدد به درام.

-ضربهٔ شدید به سر و بیهوش شدن بر اثر پرتاب میله‌های آهنی پرکاشن سنتی (بشکه) توسط شاون کرهن.

-شکستن قوزک پا در فستیوال میهم سال ۲۰۰۸.

-جویی تا سال‌ها، در کنسرت‌ها از خون خودش روی درام کیت استفاده می‌کرد!
(#۲) پاول گری

-بریدگی و کوفتگی‌های متعدد در اجراهای مختلف
-جراحت شدید در پشت سر او بر اثر پرتاب بطری توسط یکی از طرفداران.
(#۳) کریس فن

-ورم ساق پا.

-جراحات متعدد.

-گردن درد شدید بر اثر هدبک.
(#۴) جیم روت

-جراحات و در رفتگی‌های متعدد بر اثر سوانح مختلف در اجراهای زنده.
(#۵) کریگ جونز

-شکستگی شصت پا بر اثر له شدگی در زیر بشکهٔ شاون کرهن.

-درد شدید در پشت گردن بر اثر هدبنگینگ.
(#۶) شاون کرهن

-مجموعه ای از خراشیدگی‌ها، کوفتگی‌ها و شکستگی استخوان بر اثر برخورد با اعضای گروه.

-موارد متعدد در رفتگی مهره‌ها.

-شکستگی دنده‌ها.

-شکستگی روی پا بر اثر ضربه زدن به خود، طرفداران، بشکه و تقریباً همه چیز!

-در فستیوال ازفست سال ۱۹۹۹، بر اثر کوبیدن سرش بر روی بشکه، دو شکاف عمیق بر روی سر او ایجاد شد که ۳۹ بخیه به همراه داشت.

-در رفتگی شانه بر اثر پرتاب کردن خود بر روی درام جوی جوردیسون.

-شکستگی استخوان ترقوه.

-بیهوش شدن بر اثر ضربه زدن با سر به بشکه‌اش.

-چندین مورد عفونت بافت‌های پوست به خاطر استفاده از ماسک.

-درگیری شدید با مأمورین امنیتی (شاون در نزدیکی اتوبوس‌های مخصوص کنسرت، سوار بر ماشین گلف خود بود و مأمورین او را نشناختند و شاون نیز با آنها درگیر شد).
(#۷) مایک تامسون

-جراحات فراوان وارد شده به کمر او به خاطر هدبنگینگ در حال گیتار زدن.

-هنگام نواختن گیتار، در اثر برخورد یکی از میله‌های شاون، مقداری از فرت برد گیتارش جدا شد و جراحت عمیقی بر روی دستش به جا گذاشت.
(#۸) کوری تایلور

-صدمه بر اثر آتش گرفتن که منجر به ناحیه ای آبی رنگ و بی مو بر روی پایش شد.

-جراحات و زخم‌های متعدد.

-عفونت کاسهٔ سر هنگامی که اولین ماسکش را ساخت. (او مقداری از موهای خودش را کنده و به ماسکش چسبانده بود!)

-رگ به رگ شدن قوزک پایش هنگامی که در تور یونان سال ۲۰۰۵ از روی صحنه به پایین پرت شد.
الساندرو ونتورلا

در ۲ اوت ۲۰۱۵، در طی یک کنسرت در هارتفورد، کانکتیکات، گروه مجبور شد بعد از انتقال بیسیست الساندرو ونتورلا به بیمارستان، اجرای خود را متوقف کند. بعد از ۲۰ دقیقه، خواننده کوری تیلور به حضار گفت که گروه کنسرت را ادامه می‌دهد و بدون الساندرو ونتورلا اجرا می‌کند. بعداً کشف شد که ونتورلا به دلیل کم‌آبی شدید از هوش رفته. در طول سه کنسرت گروه ، ونتورلا در پشت صحنه پشت صحنه اجرا کرد و در تاریخ ۸ اوت به صحنه بازگشت.
مایکل فاف

هنگام اجرای تور اروپایی گروه در سال ۲۰۲۲ از ناحیه مچ پا آسیب دید.

### تور ناتفست ۲۰۱۹
در ادامه تور ناتفست ۲۰۱۹ گروه اِسلیپ‌نات، کنترل جمعیت از دست داد (رقص و حرکات دایره وار سریع طرفداران در کنسرت را اصطلاحاً Mosh Pit می‌گویند)، کوری تیلور با فریاد زدن بر سر مردم، اجرای گروه را متوقف کرد.
این اتفاق از آنجا شروع شد که زنی در صف جلویی استیج دچار حمله عصبی شد.
کوری تیلور با فریاد از مردم خواست تا عقب بروند و فضا را باز کنند.
جمله کوری تایلور خطاب به تماشاگران حاضر در کنسرت:
Back the fuck up! No one is fucking getting hurt on my fucking watch.
برید عقب! هیچ‌کس نباید در کنسرت ما آسیب ببیند.
یکی از طرفداران در مورد این صحنه‌ها، در سایت Reddit نوشت:
چندین زن و بچه روی زمین افتاده بودند و مردم همچنان در حال دویدن بودن، اگه تیلور، اجرا رو متوقف نمی‌کرد، اوضاع بدی پیش می اومد.
نوشته یکی دیگر از افراد حاضر در کنسرت:
واقعاً وضع دیوانه واری بود؛ با شروع اولین آهنگ و فشار بیش از حد جمعیت، پسری که کنار من بود از هوش رفت؛ هر چقدر من هل می‌دادم و جا باز می‌کردم، بلافاصله فضا پر می‌شد، واقعاً نگران شده بودم که نکنه این وسط بمیره.
با همه اینها، با حضور افراد محافظ جلوی استیج و کنترل جمعیت در پی توقف کنسرت، کسی آسیب ندید.

### بازنشستگی کوری تیلور
کوری تیلور تأکید داشت که عاشق اسلیپ‌نات و بودن در بند است اما اگر توانایی جسمی ادامه دادن نداشته باشد، دیگران را از این کار منع نمی‌کند.

صحبت‌های کوری تیلور: تور اسلیپ‌نات مشقت‌بار است تا وقتی توانایی جسمی داشته باشم و تا وقتی مردم خواهان اجرای من باشند، به این کار ادامه میدم. اگر کیفیت کارم پایین بیاد، اون وقت می‌دونم که وقت بازنشستگی رسیده. قبلاً به بازنشستگی فکر کردم. شاید فقط تا پنج سال آینده توانایی جسمی برای برگزاری تور را داشته باشم. 

 سعی می‌کنم از خودم مراقبت کنم. هر وقت بتونم ورزش می‌کنم. سفر دور اروپا خسته‌کننده‌ست، غذا افتضاحه و همین کارو سخت می‌کنه. اما تا وقتی بتونم، مایلم به این کار ادامه بدم. پس بله، همینه که هست.

 راستش رو بخواید، اگه بند بخواد بعد از بازنشستگی من به کار موسیقی ادامه بده، به اونا کمک می‌کنم تا به جای من کسی رو انتخاب کنند. این بند همیشه بزرگ‌تر از مجموع ممبرای خود بود. 

 ادامه دادن بدون «پاول» (پاول گری) هم کار سختی بود. ادامه دادن به کار موسیقی بعد از جدا شدن «جو» (جوی جوردیسون) هم سخت بود. از هم پاشیدن ۹ عضو اصلی گروه همیشه اتفاق سختی بود اما در عین حال، همه به خاطر عشق به موسیقی در بند هستیم و همیشه از همین عشق به نتیجه باشکوه رسیدیم.

هنوز می‌خوام در عرصه موسیقی باشم. و وقتی دیگه توانایی جسمی این کارو نداشته باشم، کنار می‌کشم. شاید کاملاً از اجرا دست نکشم. شاید بعد از بازنشستگی سراغ کارهای آکوستیک برم. اما اگه نتونم تور و صد در صد انرژی خودمو بذارم، اون وقت دیگه خودمو بازنشست می‌کنم.

می‌دانید، بسیاری از طرفداران فکر می‌کنند که ما ابرقهرمان هستیم یا از راک ساخته شده‌ایم و از ما موسیقی و تور می‌خواهند، اما می‌دانید که ما دیگر 30 ساله نیستیم، ما عاشق گشت و گذار و کشف مکان های جدید هستیم، اما بیایید صادق باشیم، هر چه زمان بیشتر می گذرد، نمایش های کمتری خواهیم داشت، اِسلیپ‌نات به معنای داشتن شرایط بدنی و روحی خوب است و می دانید که ما نیز خانواده داریم. 

 من به اجرای برنامه‌های اِسلیپ‌نات ادامه می‌دهم تا زمانی که بدن و صدایم از پس آن بربیاید، اما می‌خواهم با گروه انفرادی‌ام هم باشم، من عاشق ساختن موسیقی خارج از اِسلیپ‌نات هستم، اما فعلاً ما ثابت قدم خواهیم ماند.

## مرگ پاول گری
جسد پاول گری (بیسیست) در ۲۴ می ۲۰۱۰ در اتاقش در هتلی در شهر اُربان‌دیل در ایالت آیووا پیدا شد. پزشکان نتوانستند علت دقیق مرگ وی را که گمان نمی‌رفت توسط شخص ثالثی انجام گرفته باشد، تشخیص دهند. یک روز پس از مرگ او، کنفرانس مطبوعاتی زنده‌ای با حضور ۸ عضو باقی‌ماندهٔ گروه، در کنار بیوه پاول و برادرش برگزار شد. سر انجام در ۲۱ ژوئن همان ماه، علت مرگ که بر اثر مصرف تصادفی بیش از حد مورفین و فنتانیل بود، تأیید شد.

در ۲۰۱۰ گروه اِسلیپ‌نات دی وی دی ای را حاوی اجراهای سال ۲۰۰۹ برای یادبود پاول‌گری منتشر کرد. به عنوان ادای احترام به پاول، جایزه‌ای با عنوان «پاول گری: بهترین بیسیست سال» از طرف اِسلیپ‌نات به نیکی سیکس از سیکس: ای.ام و ماتلی کرو تقدیم شد.
در اجراهای زنده سال ۲۰۱۱ «دانی استیل» نوازنده سابق گیتار بیس به صورت موقت در کنسرت‌ها گروه را همراهی می‌کرد. او پشت جوردیسون قرار داشت و از دید تماشاگران پنهان بود.

## تغییرات در اعضای گروه
جدایی جویی جوردیسون و اعضای جدید

در ۱۲ دسامبر ۲۰۱۳، این گروه از طریق وب سایت رسمی خود اعلام کرد که جوی جوردیسون پس از ۱۸ سال به دلایل شخصی، این گروه را ترک کرده‌است.

جویی در صفحه رسمی خود در فیس بوک گفت:

می‌خواهم این را خیلی روشن کنم که من اِسلیپ‌نات را ترک نکردم این گروه در ۱۸ سال گذشته تمام زندگی من بوده‌است و من هرگز آن را ترک نمی‌کنم یا طرفدارانم را.

گروه در ۲۵ اکتبر ۲۰۱۴ در تور کنسرت «نات‌فست» بیسیست و درامر جدید الساندرو ونتورلا و جی وینبرگ را معرفی کردند تا به ترتیب جایگزین پاول گری و جوی جوردیسون شوند و طراحی ماسک‌هایشان آنها را از گروه متمایز می‌کند. بگفته جیم روت و کوری تیلور بیسیست و درامر اعضای دائمی گروه نیستند اما افرادی هستند که با گروه همکاری می‌کنند و زمان مشخص خواهد کرد که آیا آنها مانند اعضای کامل هستند یا نه. در تاریخ ۲۵ و ۲۶ اکتبر ٢٠١۴ الساندرو ونتورلا و جی وینبرگ برای اولین بار در تور کنسرت «نات‌فست ٢٠١۴ » با گروه به اجرای زنده پرداختند. 

جوی جوردیسون در تاریخ ۱۶ ژوئن ۲۰۱۶، در طی مراسم متال همر گلدن گاد اِواردز، اعتراف دردناکی دربارهٔ دلیل خارج شدنش از گروه را بیان کرد.

جوی روزهای آخرش در اِسلیپ‌نات را یادآوری کرد و بیان کرد که به دلیل بیماری Transverse Myeltis (ورم نخاعی)، توانایی نواختن درام را از دست داده بود. این بیماری، یک نوع بیماری عصبی است که موجب التهاب عصب‌های نخاعی می‌شود و خطر مرگ را به همراه دارد. جویی کنترل پاهایش را از دست داده بود و حتی توانایی ایستادن را هم نداشت. و در آخرین اجراهایش با کمک گروه بر روی صحنه می‌رفت. اِسلیپ‌نات هیچگاه دلیل خروج جویی را فاش نکرد. گرچه شایعاتی در مورد اعتیاد جویی به مواد مخدر و مشکلات مالی گروه، منتشر شده بود.

خلاصه ای از صحبت‌های جویی در طول مراسم:
در اواخر سال ۲۰۱۳ بیماری من خیلی شدید شد و دیگر توانایی درام زدن را نداشتم. بیماری من بسیار وحشتناک بود و من حتی آن را برای دشمنانم هم آرزو نمی‌کنم! اما خودم را جمع و جور کردم، باشگاه رفتم و درمان را شروع کردم تا بتوانم این (بیماری) لعنتی را شکست دهم! من دلیلِ زنده‌ای برای کسانی هستم که به بیماری من مبتلا هستند؛ می‌توانید این (بیماری) لعنتی را شکست بدهید! متال و طرفداران بسیار آن به شما کمک خواهند کرد. (بغض جویی و تشویق جمعیت)

جوی جوردیسون در تاریخ ۲۰ ژوئن در طی ایمیلی، اعلام کرد که مایل به صحبت با گروه دربارهٔ بازگشتش به اِسلیپ‌نات است. او طبق مصاحبه ای که اخیراً با مجلهٔ متال همر داشته، بیان کرده:صادقانه، من نمی‌خواهم صحنه ای احساسی را ایجاد کنم ولی اگر موضوعش مطرح شد، کاری که می‌خواهم بکنم، بازگشت به گروه است. من می‌خواهم که آن‌ها را ببینم، فقط با هم کمی وقت بگذرانیم و انرژی مثبت آن روزهایی که همه مان جوان و گرسنه و… بودیم را احساس کنم. آن‌ها مثل برادرهای من هستند. ما همدیگر را بغل می‌کنیم و صحبت می‌کنیم، مثل روزهای گذشته. ما عادت داشتیم که تمام شب را بیدار بمانیم و برنامه‌ریزی کنیم. من همان کارهای قدیمی را می‌خواهم انجام بدهم! حتما باید حضوری همدیگر را ببینیم. اگر (بازگشت من) اتفاق بیفتد، معرکه است! ولی تنها زمان مشخص کننده است.
جدایی کریس فن از اِسلِپ‌نات و عضو جدید

در تاریخ ۱۴ مارس ۲۰۱۹ پرکاشنیست گروه اِسلیپ‌نات کریس فن به دلیل برخی اختلافات در سر مسائل مالی شکایت نامه ایی علیه همگروهی‌هایش تنظیم کرد.

کریس فن: من در سالهای اخیر، بخاطر تورها و اجراها، پاداشی که باید می‌گرفتم را به خوبی دریافت نکردم.

متوجه شدم سایر اعضای گروه، در شهرهای مختلف، کمپین‌ها و فروش محصولاتی را داشته‌اند که من از آنها بی‌خبر بودم.

این درحالی است که از این فروش‌ها سودی به من نرسیده‌است.

کریس به‌طور خاص «کوری تیلور» و «شاون کرهن» را متهم نموده‌است.

به گفته وی این دونفر با ایجاد همکاری‌های مخفیانه در حوزه‌های مختلف به نحوه توزیع درآمد گروه کنترل داشتند.

کوری تیلور در پاسخ به این اضهاران در توئیتر خود نوشت: شما حرف‌های مزخرف زیادی رو این روزها می‌شنوید؛ این تنها چیزیه که میتونم بگم؛ فقط صبر کنید تا حقیقت مشخص بشه؛ زنده باد اِسلیپ‌نات.

این اتفاق در حالی رخ داد که اعضای گروه، خود را برای تور و اجراهای بزرگی آماده می‌کردند.
پس از اخراج کریس فن در آوریل ۲۰۱۹ شاون کرهن در حین کار روزانه خود در مورد جایگزینی برای کریس فن با مایکل فاف تماس گرفت و وی درخواست او را پذیرفت. مایکل فاف وظایف سازهای کوبه ای را بر عهده گرفت و اندکی قبل از فیلمبرداری موزیک ویدیو «Unsainted»، تک آهنگ اصلی ششمین آلبوم استودیویی گروه «We Are Not Your Kind» که در ۹ اوت ۲۰۱۹ منتشر شد، به گروه ملحق شد. با توجه به ظاهر ماسک او که شبیه یک ترتیلا بود، مایکل فاف به سرعت توسط طرفداران به "مرد تورتیلاً لقب گرفت و در درجه اول با این عنوان شناخته شد تا اینکه گروه سرانجام هویت او را در مارس ۲۰۲۲ فاش کرد. مایکل فاف در ابتدا قرار بود به عنوان یک عضو موقت فقط در تور کنسرت‌ها حضور داشته باشد اما زمانی که همه اعضای گروه برای ضبط هفتمین آلبوم استودیویی "The End, So Far" به استودیو رفتند مایکل فاف به عضویت رسمی و تمام وقت گروه تبدیل شد. مایکل فاف پیانیست سابق گروه جانبی شاون کرهن به نام "خرگوش‌های کثیف خاک" بوده‌است.

صحبت‌های کریس فن در سال ۲۰۲۳ دربارهٔ اِسلیپ‌نات:  هواداران واقعاً تنها بخش خوب من بودند. اجرا روی صحنه و دیدن آنها. دیدن عکس العمل‌های آنها بهترین بود، بقیه می‌توانند به گند بروند؛ من برای هواداران دعا می‌کنم و از شما برای این همه محبت تشکر می‌کنم، متاسفم که همه چیز اینطور به پایان رسید. 
جدایی کریگ جونز از اِسلِپ‌نات و عضو جدید

در ۷ ژوئن ۲۰۲۳، گروه با انتشار بیانیه ای اعلام می‌کند که کریگ جونز نوازنده سمپلر و کیبورد بعد از ۲۷ سال گروه را ترک کرده‌است!

اِسلیپ‌نات در بیانیه خود گفته‌است:  به طرفداران ما، اعلام می‌کنیم که راه خود را با کریگ جونز جدا کرده‌ایم. 

 ما برای جونز بهترین‌ها را برای آینده آرزو می‌کنیم. 

براساس برخی از گفته‌ها کریگ جونز خود را بازنشسته کرده‌است.
بعد از انتشار بیانیه، گروه بدون اطلاع قبلی، عضو جدیدی را جایگزین کریگ جونز کرده و عکس عضو جدید با ماسک در فضای مجازی منتشر شد، در آوریل ٢٠٢۴ و بیست و پنجمین سالگرد اولین آلبوم گروه در محتواهای تبلیغاتی، طرفداران نام‌ «جف» را پیدا کردند که منجر به این گمانه‌زنی شد که نوازنده سمپلر «جف کارنوفسکی » بیسیست سابق گروه «خرگوش‌های کثیف خاک» است اما تاکنون هویت عضو جدید نامشخص است.

جدایی جی وینبرگ از اِسلِپ‌نات و عضو جدید 

در ۵ نوامبر ٢٠٢٣ ، از طریق رسانه های اجتماعی گروه اعلام شد که آنها «تصمیم خلاقانه ای برای جدایی از جی وینبرگ گرفتند»

متن بیانیه: مایلیم از جی وینبرگ به خاطر فداکاری و اشتیاقش در ده سال گذشته تشکر کنیم. هیچ کس هرگز نمی تواند جایگزین صدا، سبک یا انرژی اصلی جوی جوردیسون شود، اما جی وینبرگ به قطعات جوی جوردیسون احترام گذاشت و در سه آلبوم آخر مشارکت داشت و ما، گروه و طرفداران از آن قدردانی می کنیم.  اما مثل همیشه، اِسلیپ‌نات قصد دارد در حال تکامل باشد.  گروه تصمیم گرفته است که تصمیمی خلاقانه بگیرد و راه خود را از جی وینبرگ جدا کند.  ما برای جی وینبرگ آرزوی بهترین ها را داریم و برای آینده بسیار هیجان زده هستیم.

جی وینبرگ در مورد جدایی اش اعلام کرد که گروه از طریق تماس تلفنی به او اطلاع داد که دیگر به آن‌ها تعلق ندارد.

در آوریل ٢٠٢۴، گروه شروع به پخش رویدادهای مربوط به بیست و پنجمین سالگرد اولین آلبوم خود کرد. در فراداده‌های محتوای تبلیغاتی، طرفداران نام‌ «الوی» را پیدا کردند که منجر به این گمانه‌زنی شد که درامر جدید گروه «الوی کاساگرانده» درامر سابق گروه «سپولترا» هستند.

هویت درامر جدید «الوی کاساگرانده» تایید شده.

## پایان همکاری اِسیپ‌نات با شرکت Roadrunner Records
توضیحات شاون کراهان در این مورد:

ناشری که با آن کار می‌کردیم نسبت به زمانی که برای اولین بار آن قرارداد بستیم خیلی فرق کرده. وقتی خودتون رو در دست افرادی بگذارید که اهمیتی به کارتان نمیدن همه چیز تبدیل به تجارت میشه و این اتفاقی بود که برای ما افتاد.

ما برسر انتشار تک تک کارهایمان با ناشر به مشکل می‌خوردیم چون افرادی که الان در رودرانر کار می‌کنند به خیال خود از کارشان سر درمی‌آورن درحالی که اصلاً اینطور نیست. اونا همیشه سعی می‌کنند ما رو نصیحت کنند و ما در این میان فکر می‌کنیم که «این حرف‌ها دیگه چیه؟ما رو با چه بندی اشتباه گرفتن؟».
کوری تیلور ضمن تأیید صحبت‌های شاون کراهان اعلام کرد: در خصوص "ناشری که با آن کار می‌کردیم نسبت به زمانی که برای اولین بار آن قرارداد بستیم خیلی فرق کرده‌است با این حال نه که شرکت "Roadrunner Records" در حال حاضر از سطح خوبی برخوردار نباشه نه، اونا بازم با بندای لول بالا کار خودشونو ادامه میدن و همین‌طور ما به مسیر خودمون. 

کوری تیلور همچنین دربارهٔ شروع دوره‌ای جدید برای گروه نیز صحبت کرد:

 این وضعیت مانند فاز دوم اسلیپ‌نات است. فاز اول ۹ ممبر اصلی اول بودند؛ و فاز دوم مشخصاً با از دست دادن پاول گری و جوی جوردیسون و جایگزین اونا سروکار داره. از دست دادن پاول و جویی تغییر عجیبی بود. تغییری که هیچوقت قرار نبود چیزی رو به حالت اصلی خودش برگردونه.

## از دید منتقدان

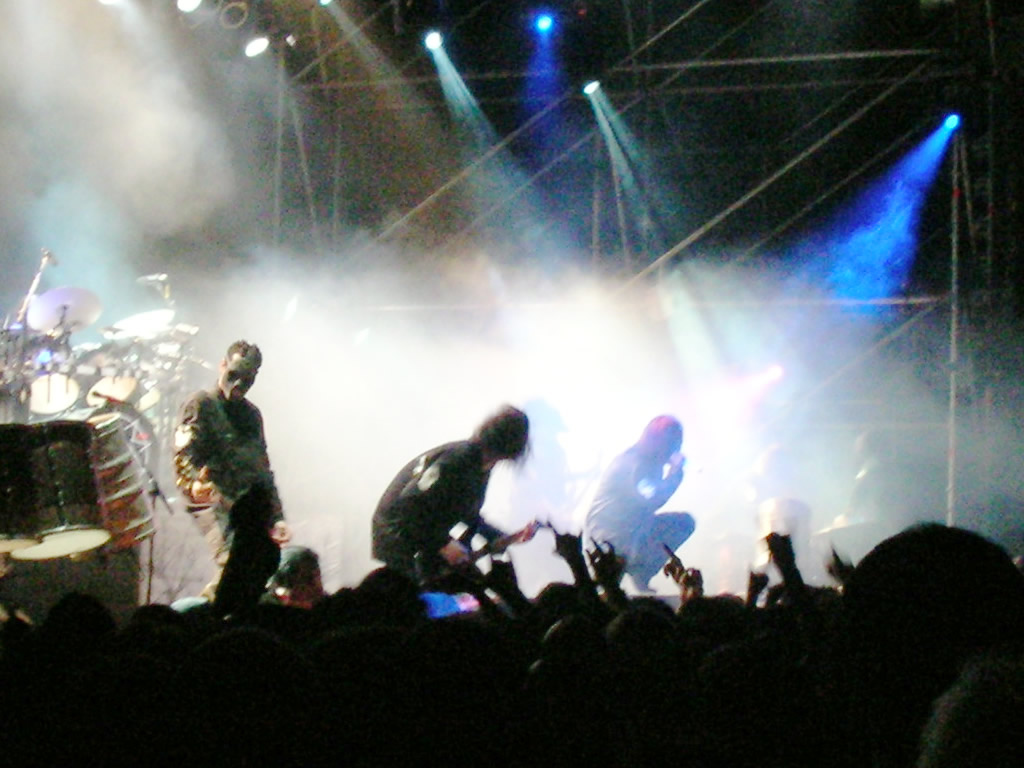
کنسرت

منتقدان در قراردادن اِسلیپ‌نات در یکی از سبک‌های متال کور یا نو متال یا ژانرهای دیگر موسیقی متال اختلاف نظر دارند. منتقدان بر سر مواردی همچون مایه‌های موسیقایی و سازهایی که این گروه استفاده می‌کند، بخصوص نادر بودن تک نوازی‌های گیتار در قطعات، استفاده از صفحه گردونه‌ها و رپ خوانی که نشان می‌دهد این گروه به گروه‌های نو متال شبیه است، اختلاف نظر دارند.
استخوان‌بندی آهنگ‌ها ساده هستند و اغلب به دو نت در هر ریف (قطعه‌ای که متناوب تکرار می‌شود) محدود است. هواداران گروه معتقدند که اکثریت موسیقی اِسلیپ‌نات فاقد «ترکیبات شعری رپ» است. گرچه تأثیرات رپ در بعضی از اولین کارهای آن‌ها مشهود است. افزون بر این، بیشتر تنظیم‌های آن‌ها از جنس نو متال نیست. بعضی از مخالفان، اِسلیپ‌نات را به صادق نبودن و بی‌ریا نبودن در موسیقی، اجراهای خشن روی صحنه، جیغ‌کشیدن فقط برای فروش بیشتر آلبوم‌ها و نه بخاطراین که آن‌ها مخالف دنیا هستند متهم می‌کنند. یک مخالف می‌گوید: «اِسلیپ‌نات مثل یک خواهر کوچولو دوست دارد جیغ بکشد، جیغی که بلند و خشن و در عین حال رنجش‌آور است.» همچنین گفته شده که گروه برای بازاریابی و کسب موفقیت تجاری بیشتر، دست به نمایش‌های عجیب و غریب می‌زند؛ ولی با این حال بعضی استدلال‌ها مبنی بر این که گروه از این نظر با گروه‌های متال دیگر، هیچ فرقی ندارد و این تصویریست که امروزه در بیشتره گروه‌های مهم مانند رامشتاین هم دیده می‌شود وجود دارد. گفته می‌شود در بعضی از اشعار اِسلیپ‌نات مثل «سرود بدعت‌گذار» مفاهیم شیطانی وجود دارد اما اعضای گروه این اشعار را صرفاً «محتوایی در راستای بازاریابی» می‌دانند.
تغییرات زیادی که در اِسلیپ‌نات رخ داد، به آن‌ها اجازه داد تا از موسیقی چند لایه و متراکم (غلیظ و سنگین) به همراه خصیصه تنظیم کوک‌های پایین برای صدای سنگین تر (لید گیتار، گیتار ریتم و گیتار بیس)، استفاده کنند. برای مثال از دو درامر برای تقویت و پشتیبانی درامر اول استفاده شود و این ویژگی‌هاست که این گروه را دارای موزیکی خشن و فریادزن کرده‌است. موسیقی اِسلیپ‌نات مانند یک ماشین خرمن کوب با کمی تمایل به درام در گروه‌های ارتشی است. در آثار اِسلیپ‌نات خواننده صدایی متنوع و خشن، ملودیک و کوبنده دارد که به همراه شعر و موسیقی پرخاشگرانه ترکیب خوبی را آفریده‌است. خواننده در هر لحظه و با توجه به موسیقی صدای خود را به خوبی تنظیم می‌کند.

## جوایز و افتخارات
گروه اِسلیپ‌نات برای ۹ جایزه گرمی کاندید شده (در قسمت‌های زیر) که برنده یکی از آن‌ها بوده‌است.

"Wait and Bleed" - Best Metal Performance, 2001 (nomination)89

"Left Behind" - Best Metal Performance, 2002 (nomination)90

"My Plague" - Best Metal Performance, 2003 (nomination)91

"Duality" - Best Hard Rock Performance, 2005 (nomination)92

"Vermilion" - Best Metal Performance, 2005 (nomination)92

"Before I Forget" - Best Metal Performance, 2006 (winner)52
"Psychosocial" – Best Metal Performance, 2009 (nomination)
The Negative One - Best Metal Performance, 2014 At The 57 th Annual
Custer - Best Metal Performance, 2014 nomination for the song

## اعضای کنونی
(#۰) سید ویلسون: ترن‌تیبل (۱۹۹۸–تا کنون)

الوی کاساگرانده درامز (۲۰۲۴–تاکنون)

الساندرو ونتورلا: بیسیست (۲۰۱۴–تا کنون)

مایکل فاف: پرکاشن، همخوان (۲۰۱۹–تاکنون)

(#۴) جیم روت: گیتار (۱۹۹۹–تا کنون)

نوازنده ناشناس - سمپل‌ها، مدیا، کیبورد، پرکاشن (۲۰۲۳–تا کنون)

(#۶) شاون کرهن: پرکاشن، همخوان (۱۹۹۵–تا کنون)

(#۷) مایک تامسون: گیتار (۱۹۹۶–تا کنون)

(#۸) کوری تیلور: خواننده اصلی (۱۹۹۷–تا کنون)

### اعضای پیشین
- دانی استیل: گیتار بیس (۱۹۹۵–۱۹۹۶)، (فقط در تور: ۲۰۱۱–۲۰۱۲)
- آندرز کولسفنی: خواننده اصلی، پرکاشن (۱۹۹۵–۱۹۹۷)
- (#۳) گرگ «کادلز» ولتز: پرکاشن (۱۹۹۷–۱۹۹۸)
- (#۴) جاش برینارد: گیتار، همخوان (۱۹۹۵–۱۹۹۹)
- (#۲) پاول گری: بیس، همخوان (۱۹۹۵–۲۰۱۰)
- (#۱) جوی جوردیسون: درامز (۱۹۹۵–۲۰۱۳)
- (#۳) کریس فن: پرکاشن، همخوان (۱۹۹۸–۲۰۱۹)
- (#۵) کریگ جونز: سمپلینگ، مدیا (۱۹۹۶–۲۰۲۳)
- جی وینبرگ: درامز (۲۰۱۴–٢٠٢٣)